# Mondial de l'automobile de Paris 2016
L'édition 2016 du Mondial de l’automobile de Paris est un salon international de l'automobile qui s'est tenu du 1er au 16 octobre 2016 au Parc des expositions de la porte de Versailles, à Paris.

## Présentation
Cette édition marque un tournant pour les salons automobiles internationaux. Le Mondial de l'automobile de Paris 2016 est le premier salon à voir la défection de nombreuses marques qui ont choisi de ne pas avoir de stand d'exposition sur cette édition, notamment Bugatti, Lamborghini, Bentley, Rolls-Royce, Volvo, Mazda, Ford, Aston Martin, Lotus, McLaren, Lancia ou encore Alpine, et de se réserver pour des événements promotionnels pour leur marque respective. Les salons de Francfort et Genève connaîtront la même mésaventure. Les organisateurs prendront rapidement la mesure de la désaffection des constructeurs ainsi que leurs doléances (notamment financières) en modifiant profondément l'édition 2018, en commençant par son nom qui devient « Mondial Paris Motor Show »..

## Nouveautés
Cette année, ce sont 245 marques automobiles provenant de 19 pays qui sont représentées sur le salon parisien, et qui ont présentées 140 nouveautés automobiles.
Les modèles suivants ont été présentés pour la première fois en Europe ou dans le monde.

### Premières mondiales
- Audi A5 II
- BMW M140I
- BMW Série 3 GT restylée
- BMW 750 D et LD XDrive
- Dacia Logan II restylée
- Dacia Sandero II restylée
- Dacia ||Dacia Duster EDC
- Lexus IS III restylée
- Mercedes GLC 43 Coupé
- Mercedes Classe E All Terrain
- Renault Twingo III GT

Nouveautés en première mondiale
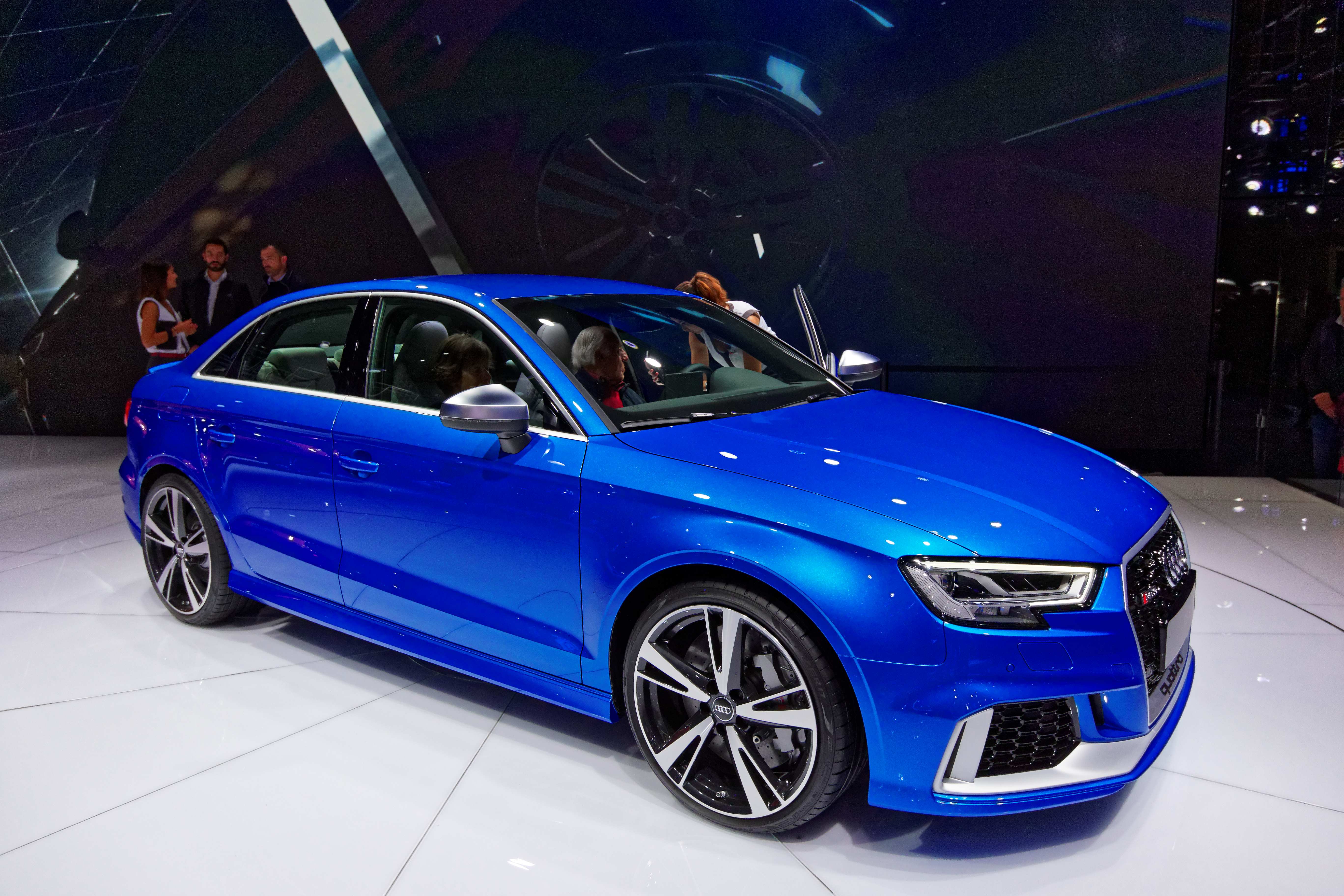
Audi RS3 berline restylée
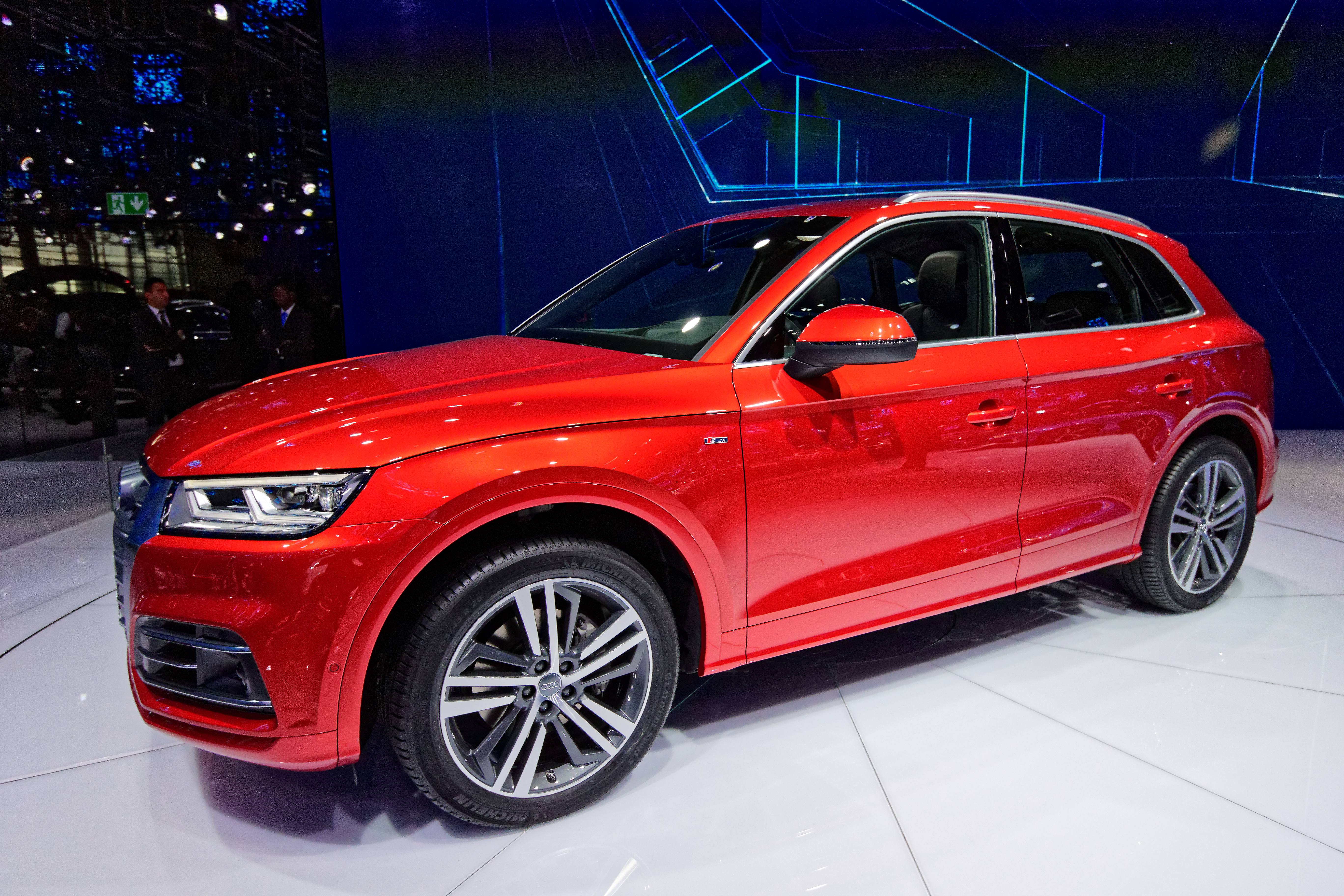
Audi Q5 II
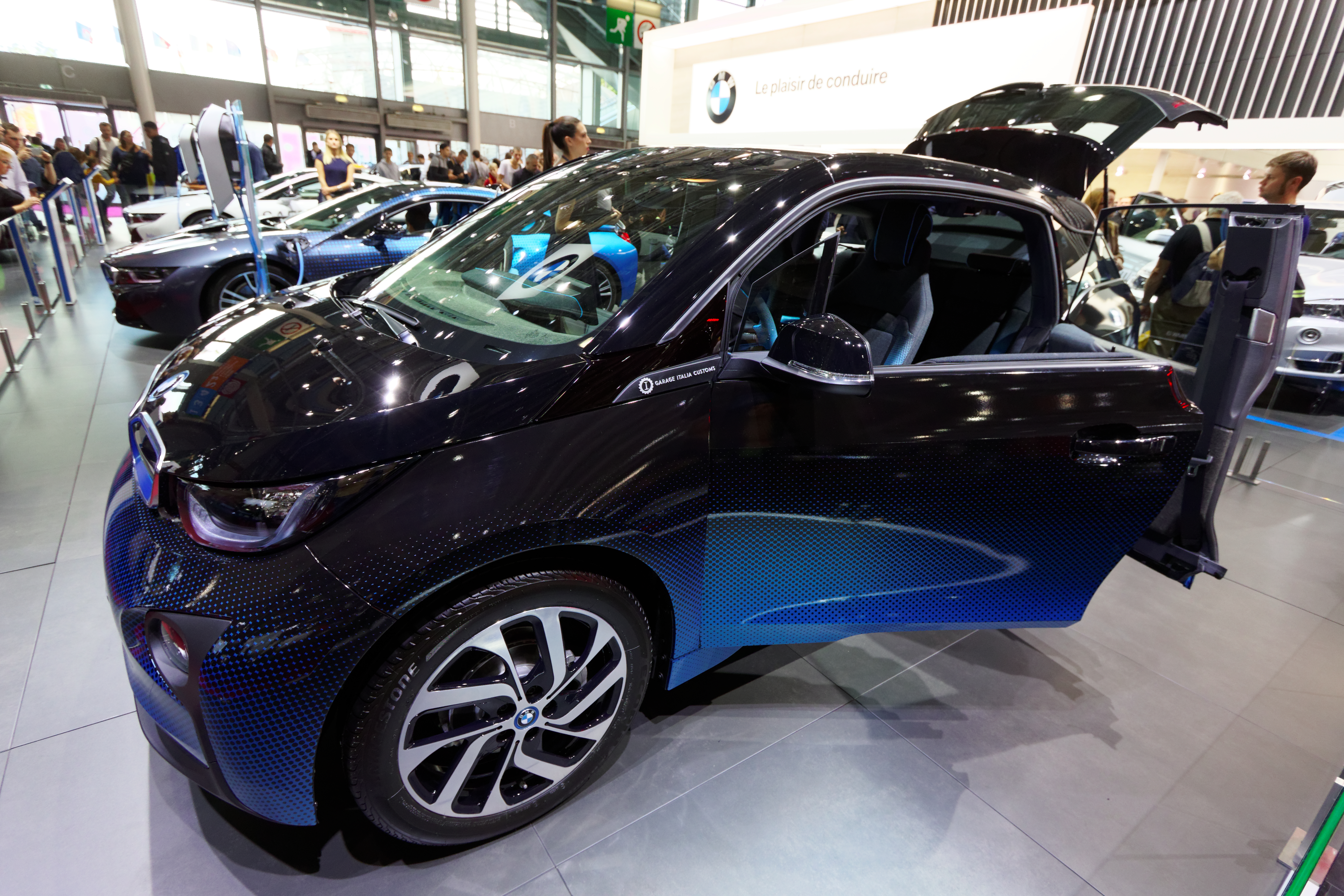
BMW i3 94 AH
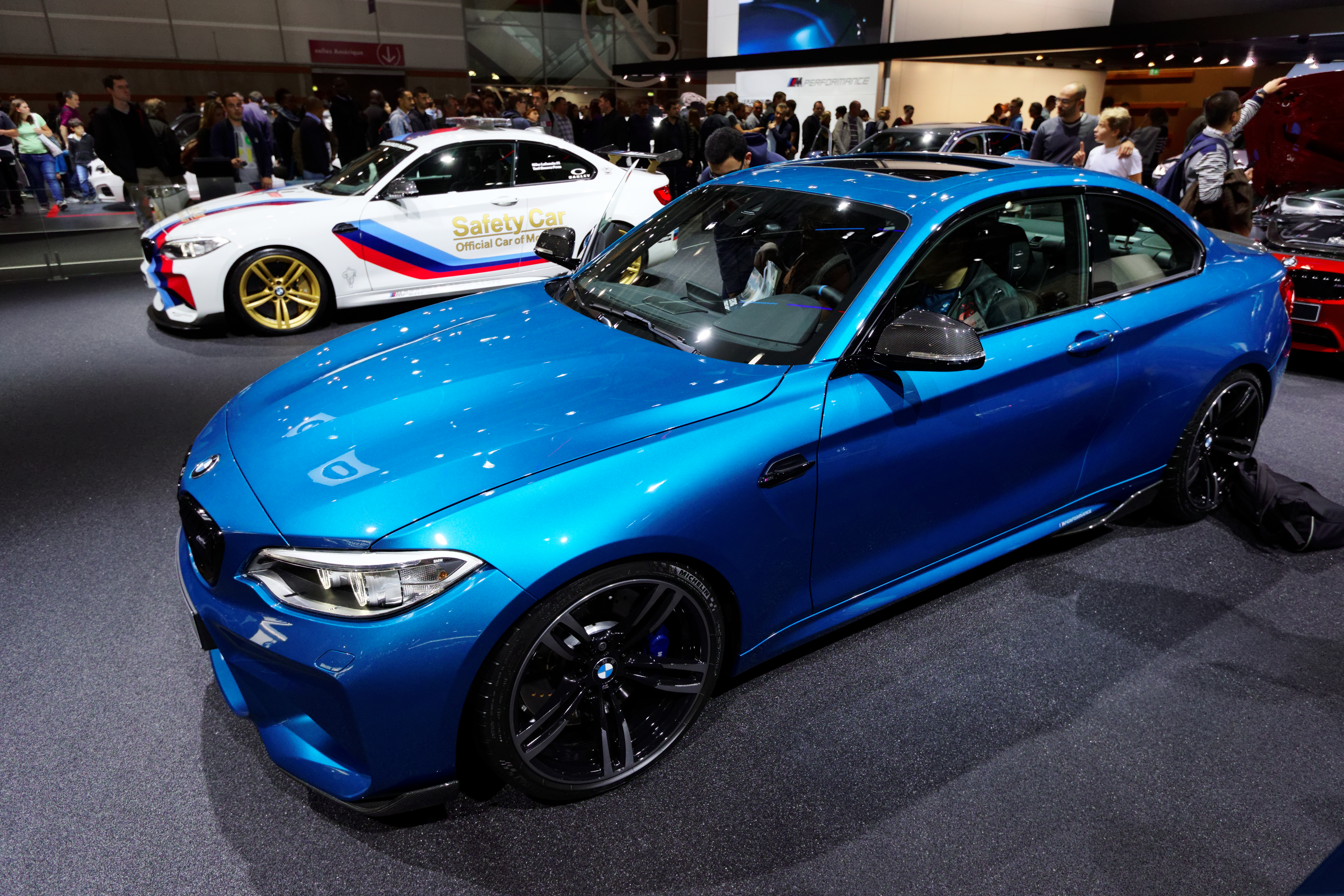
BMW M240I
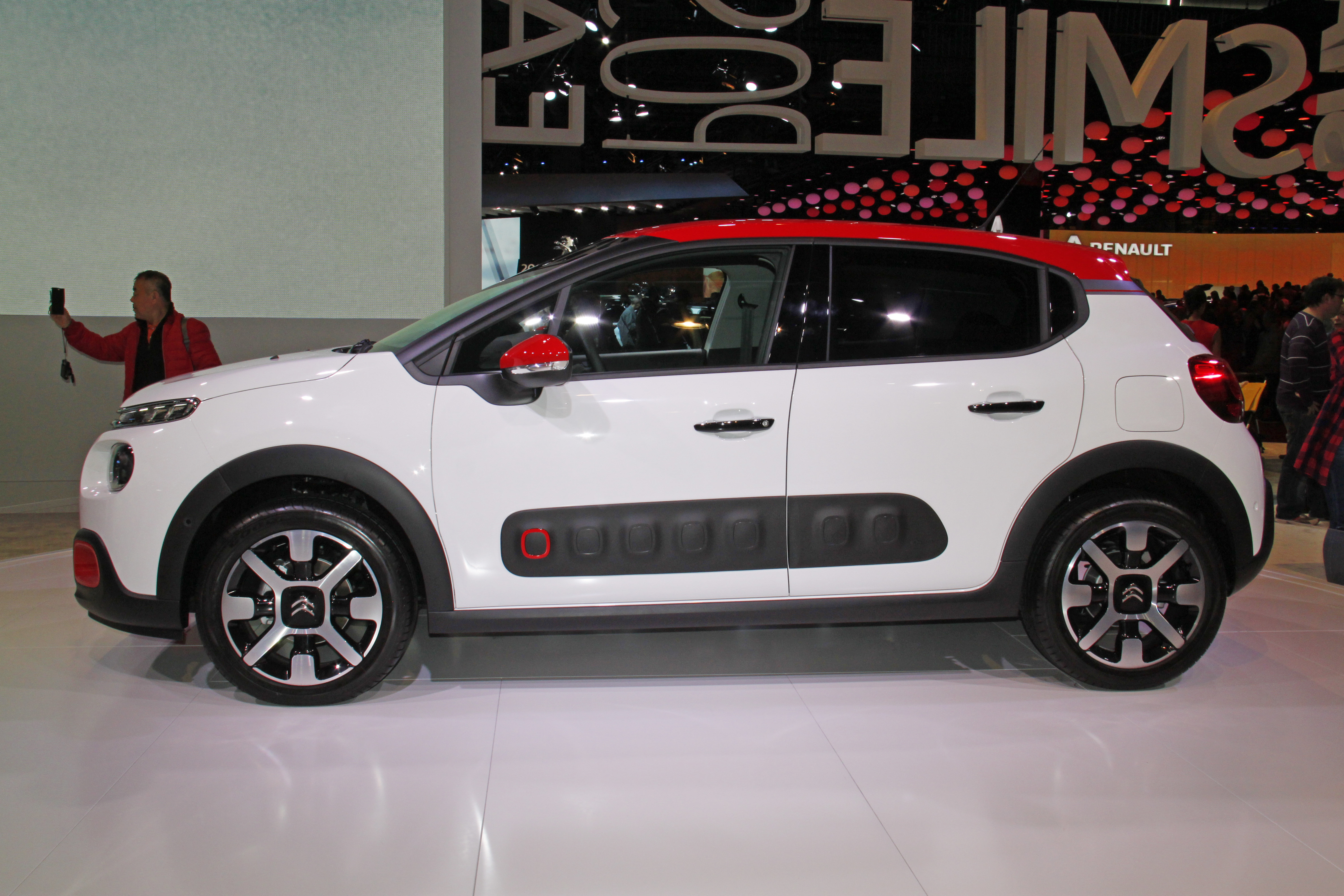
Citroën C3 III
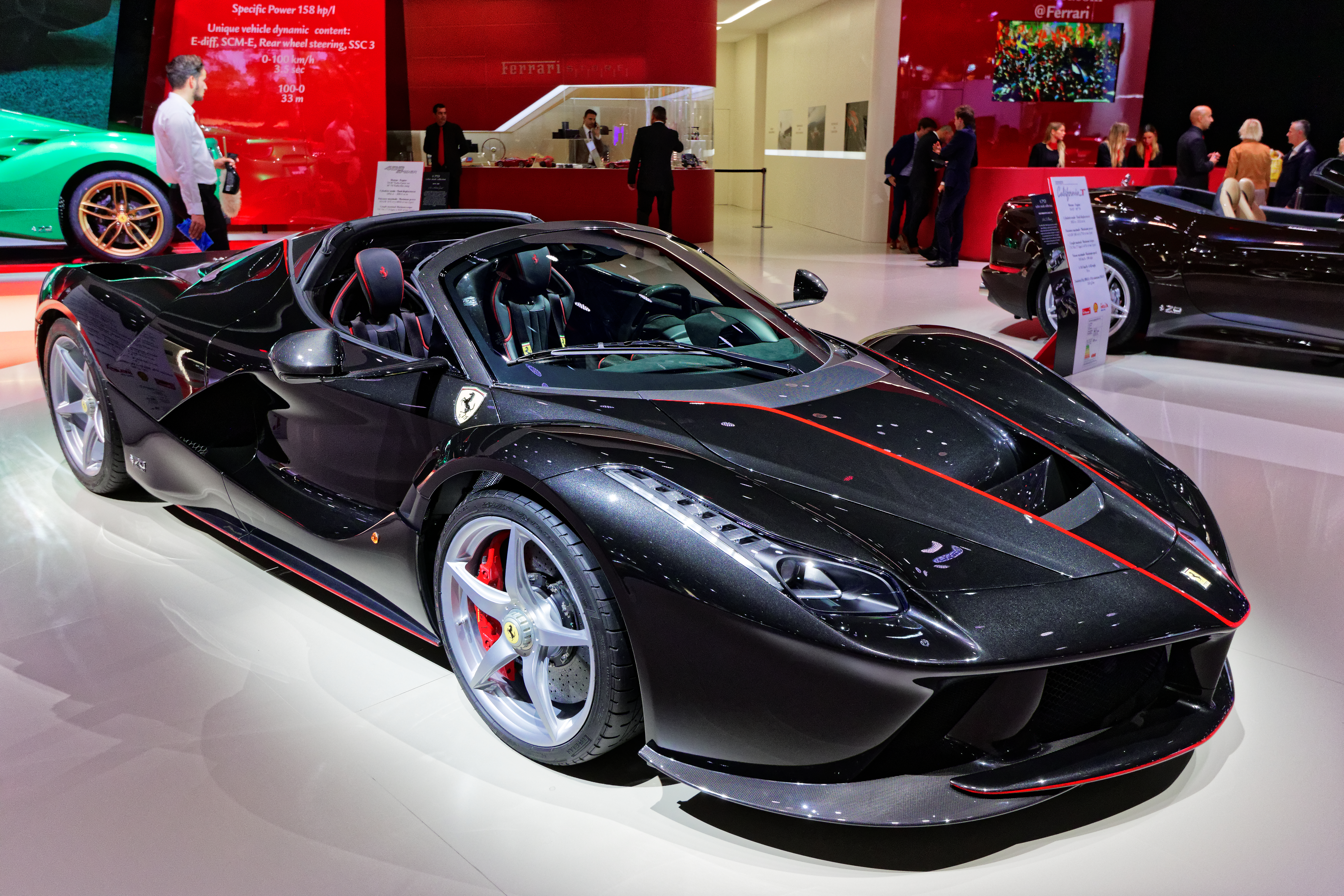
Ferrari LaFerrari Aperta
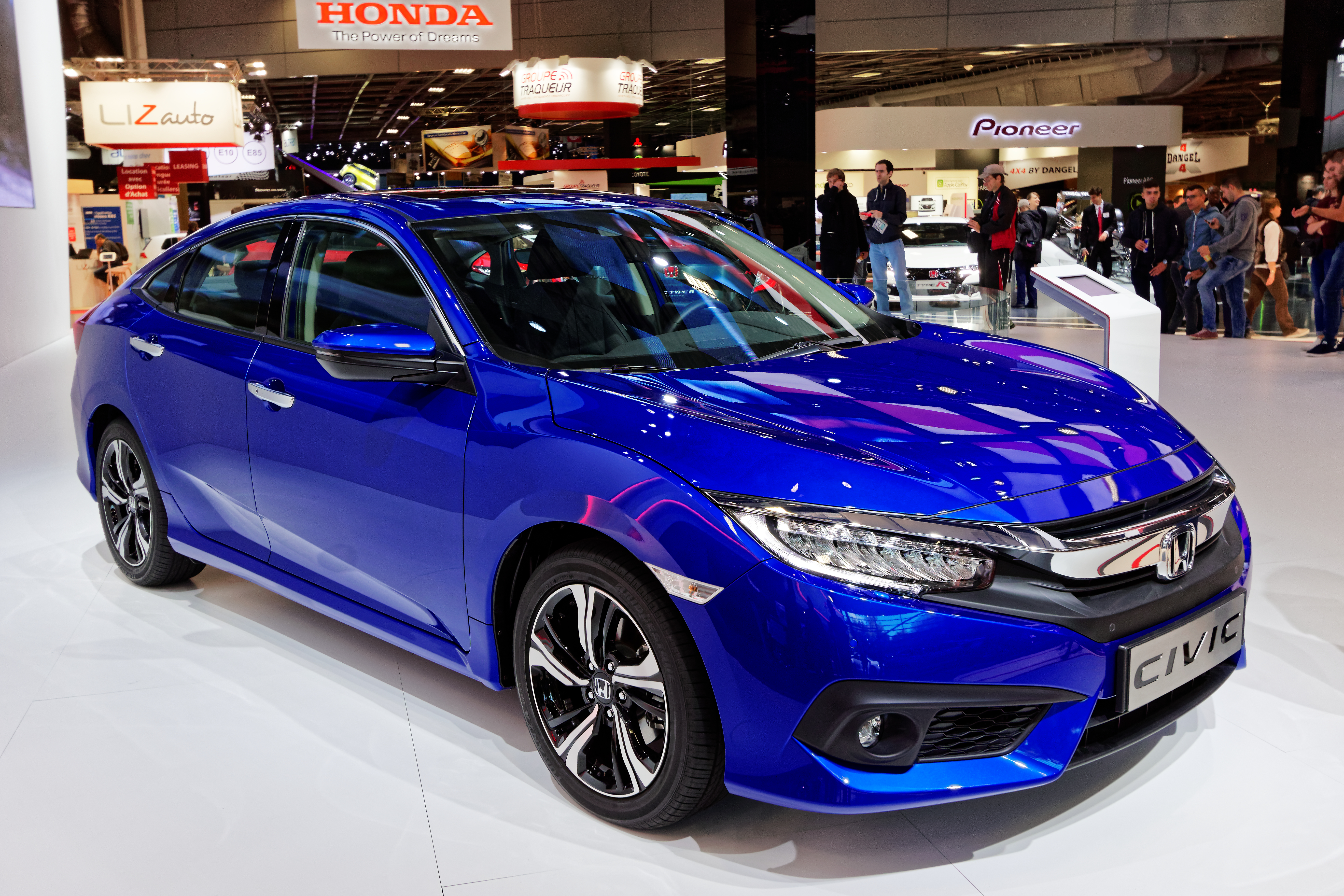
Honda Civic
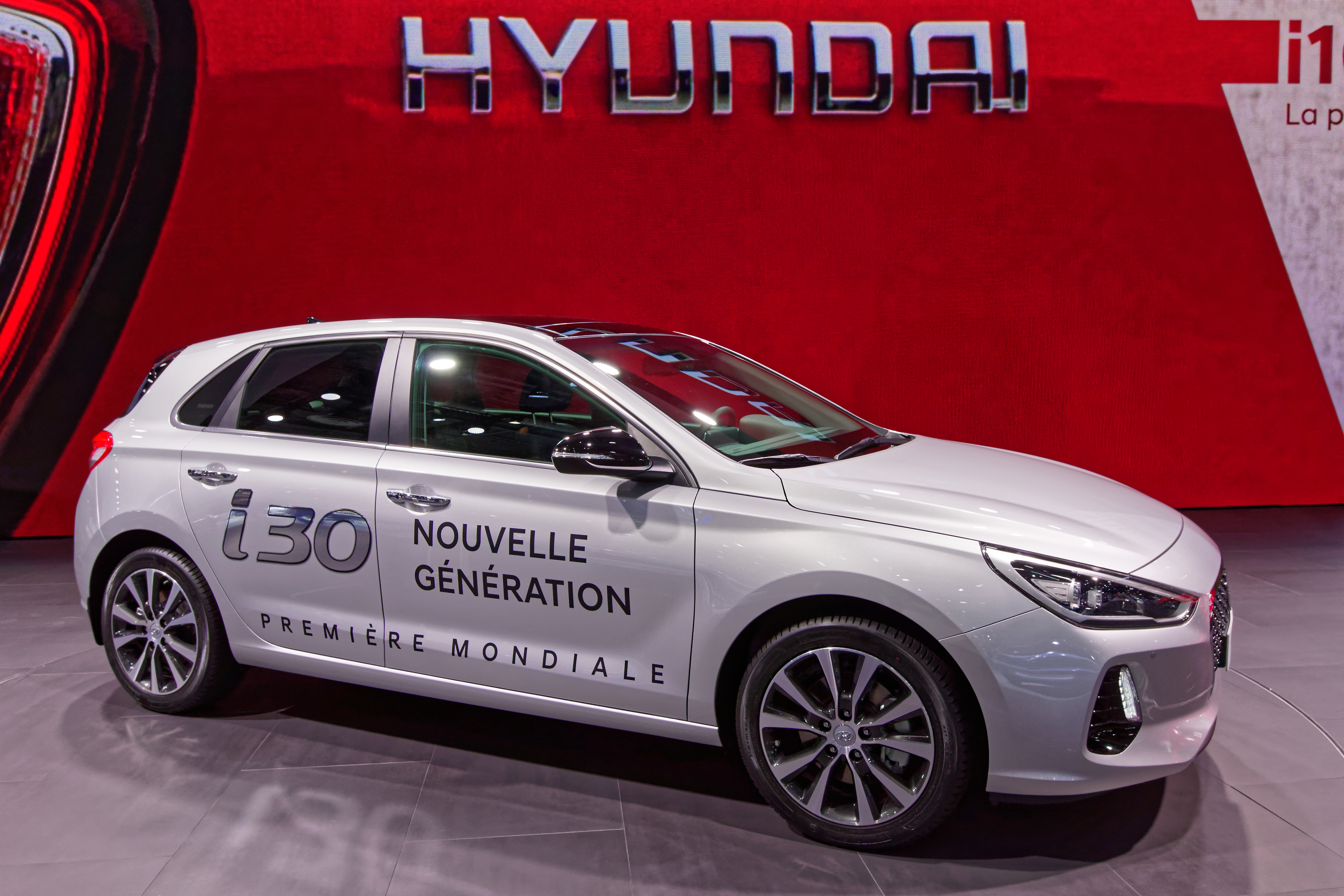
Hyundai i30 III
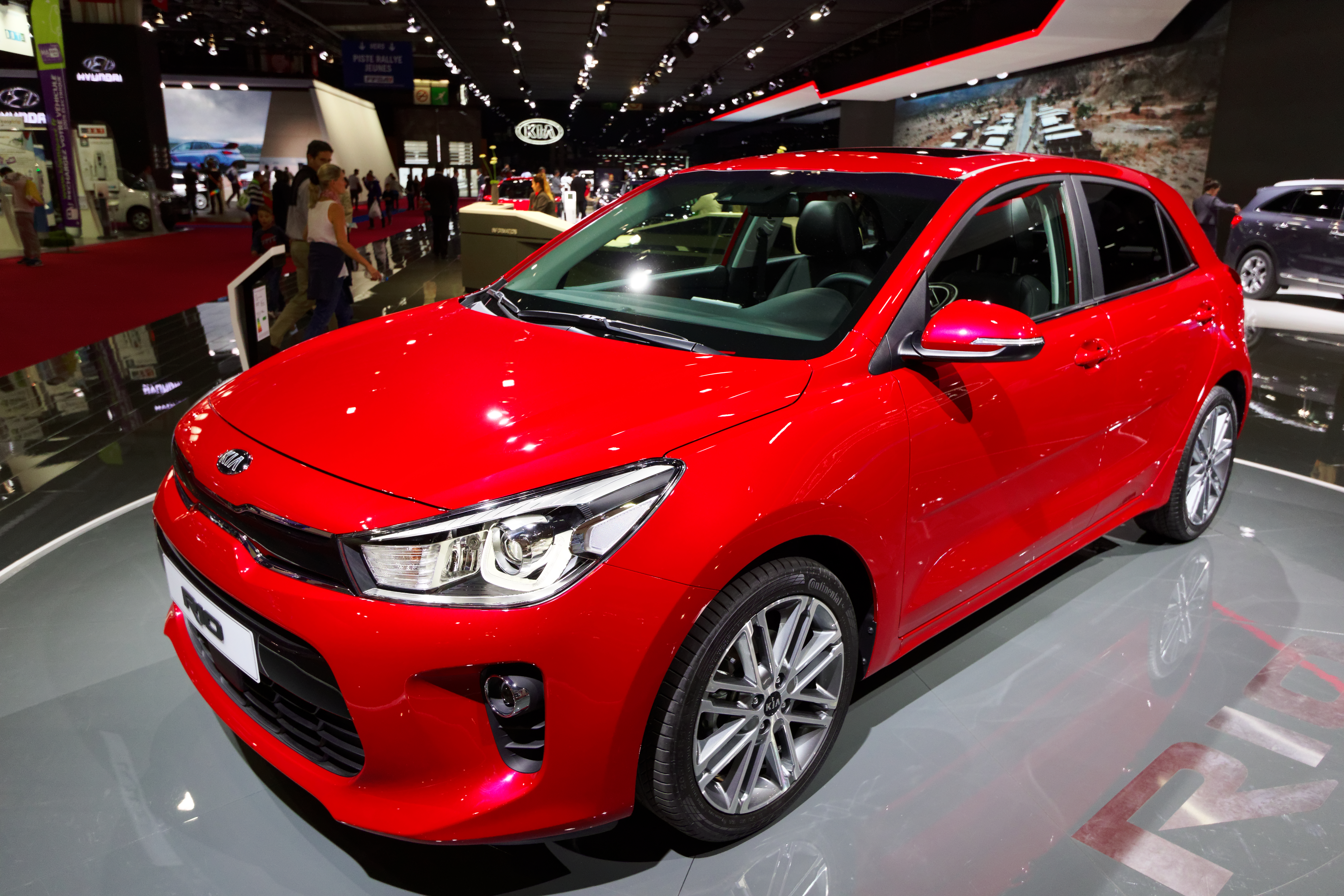
Kia Rio IV
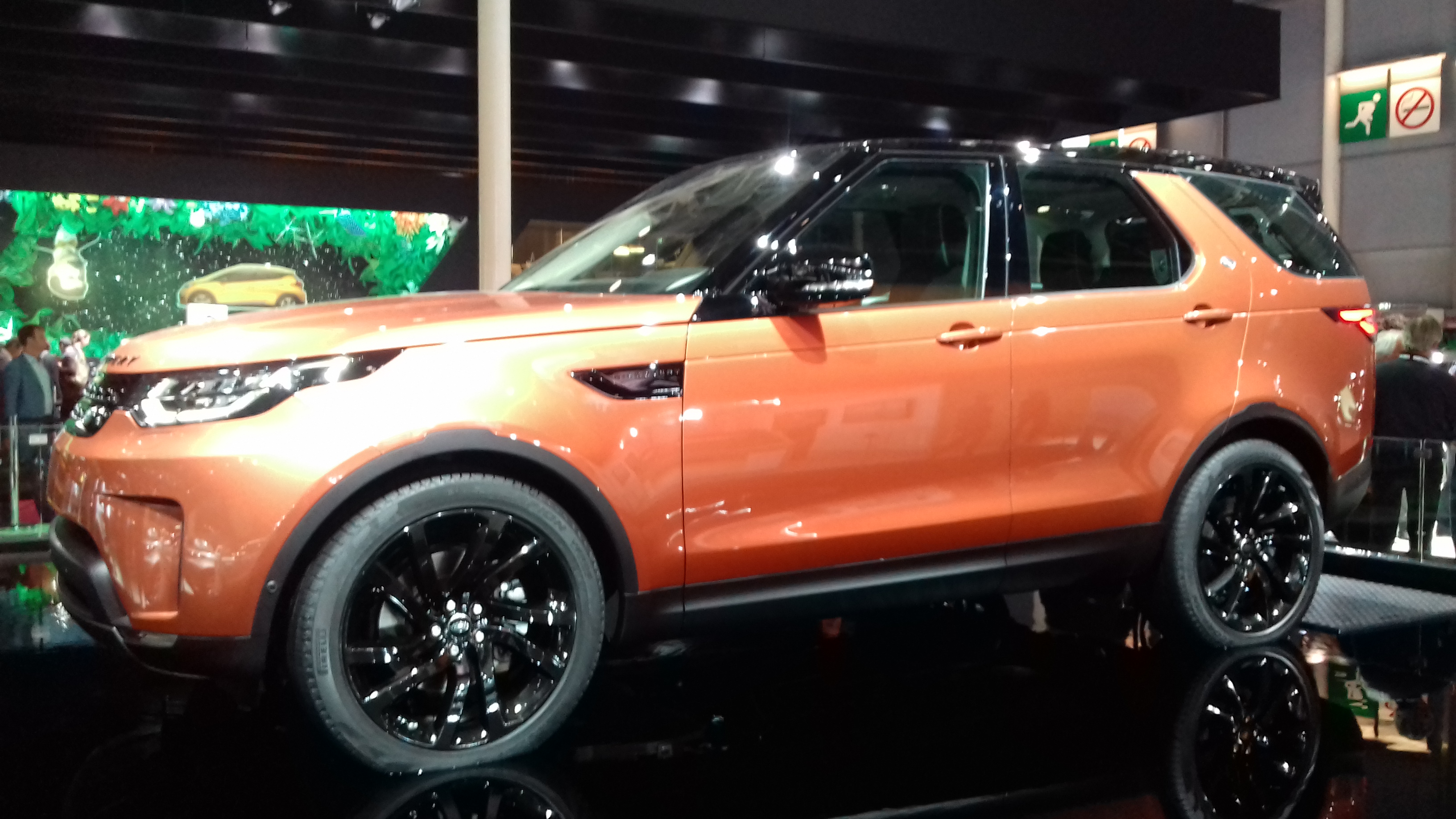
Land Rover Discovery V
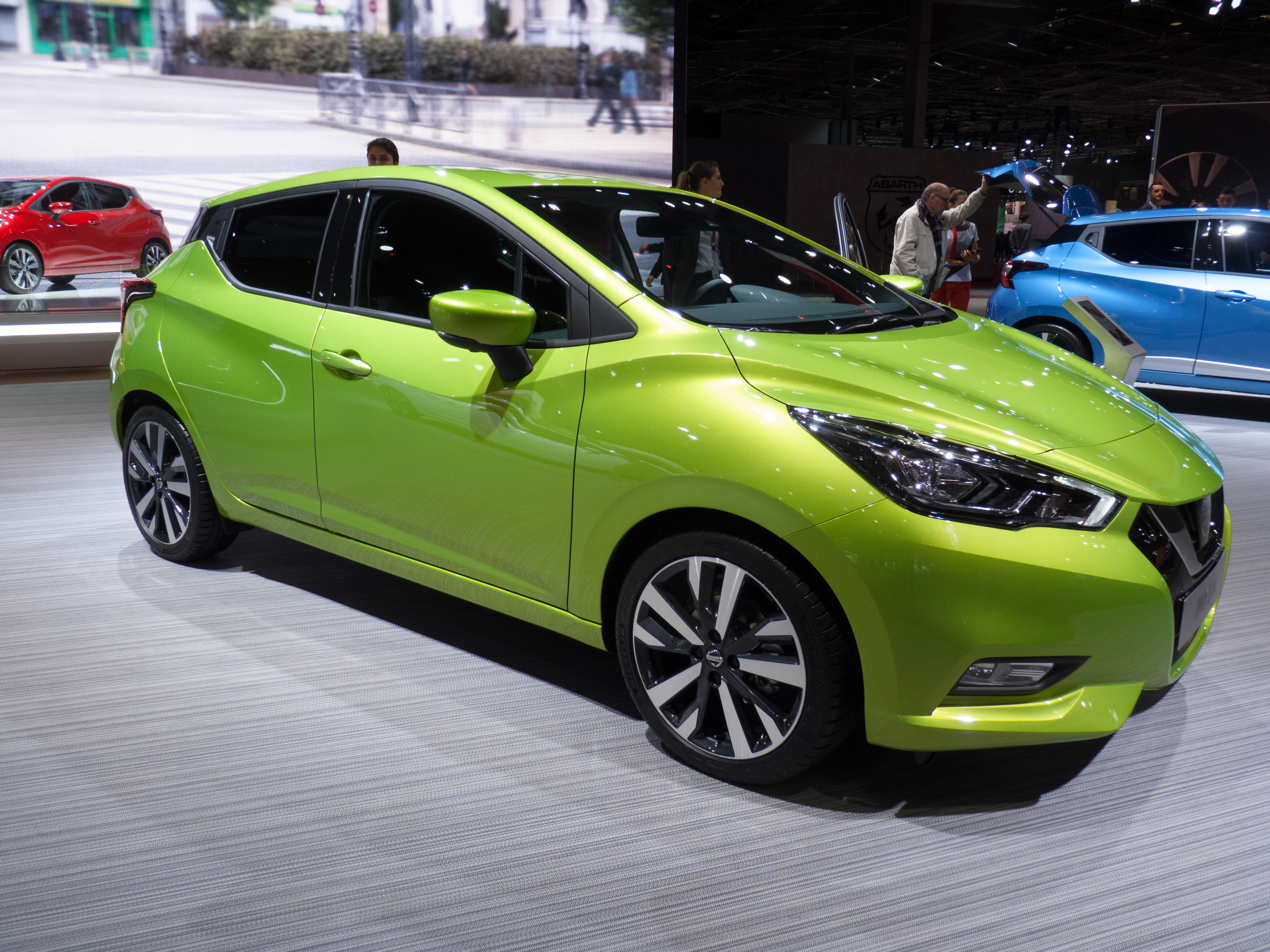
Nissan Micra V
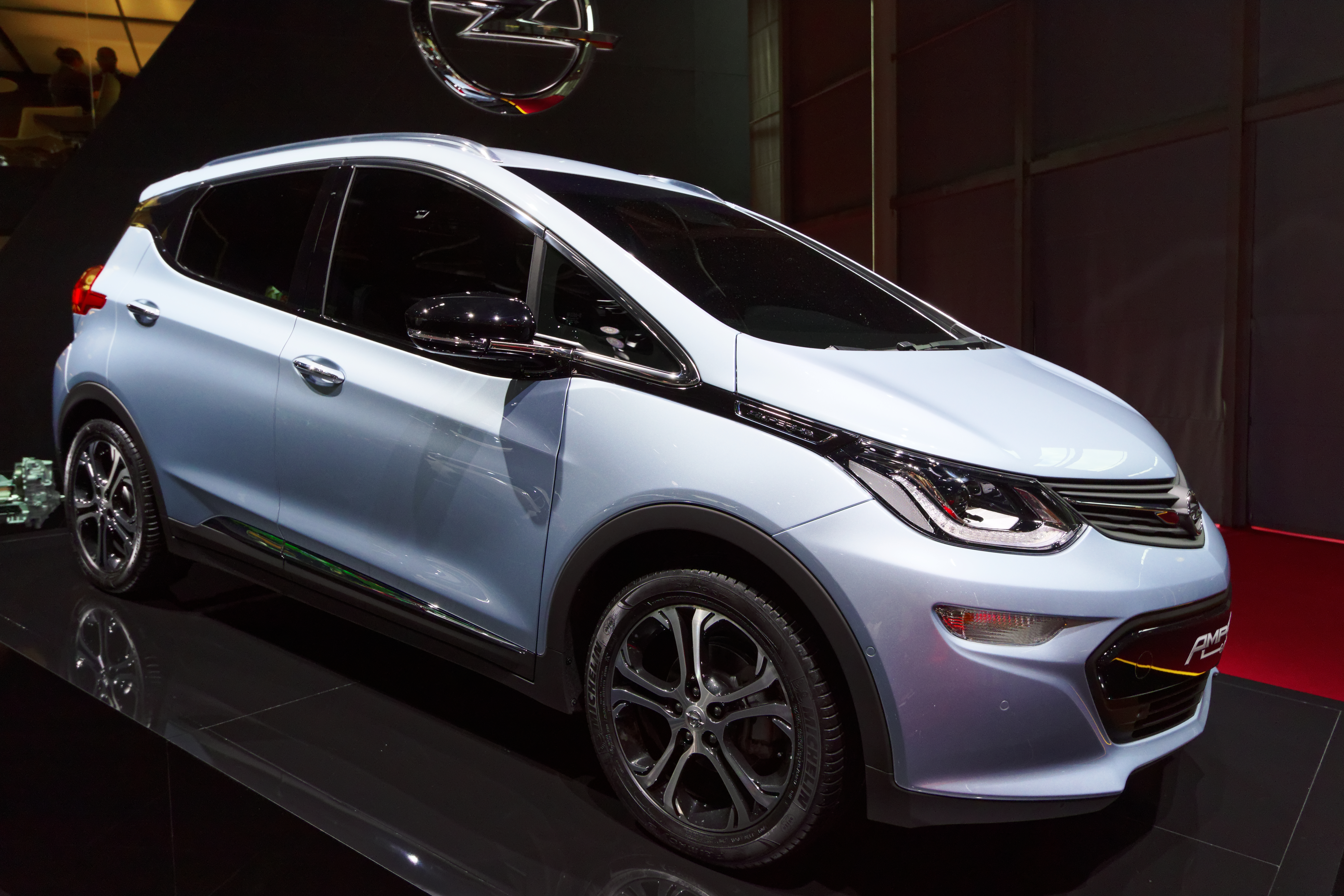
Opel Ampera-e
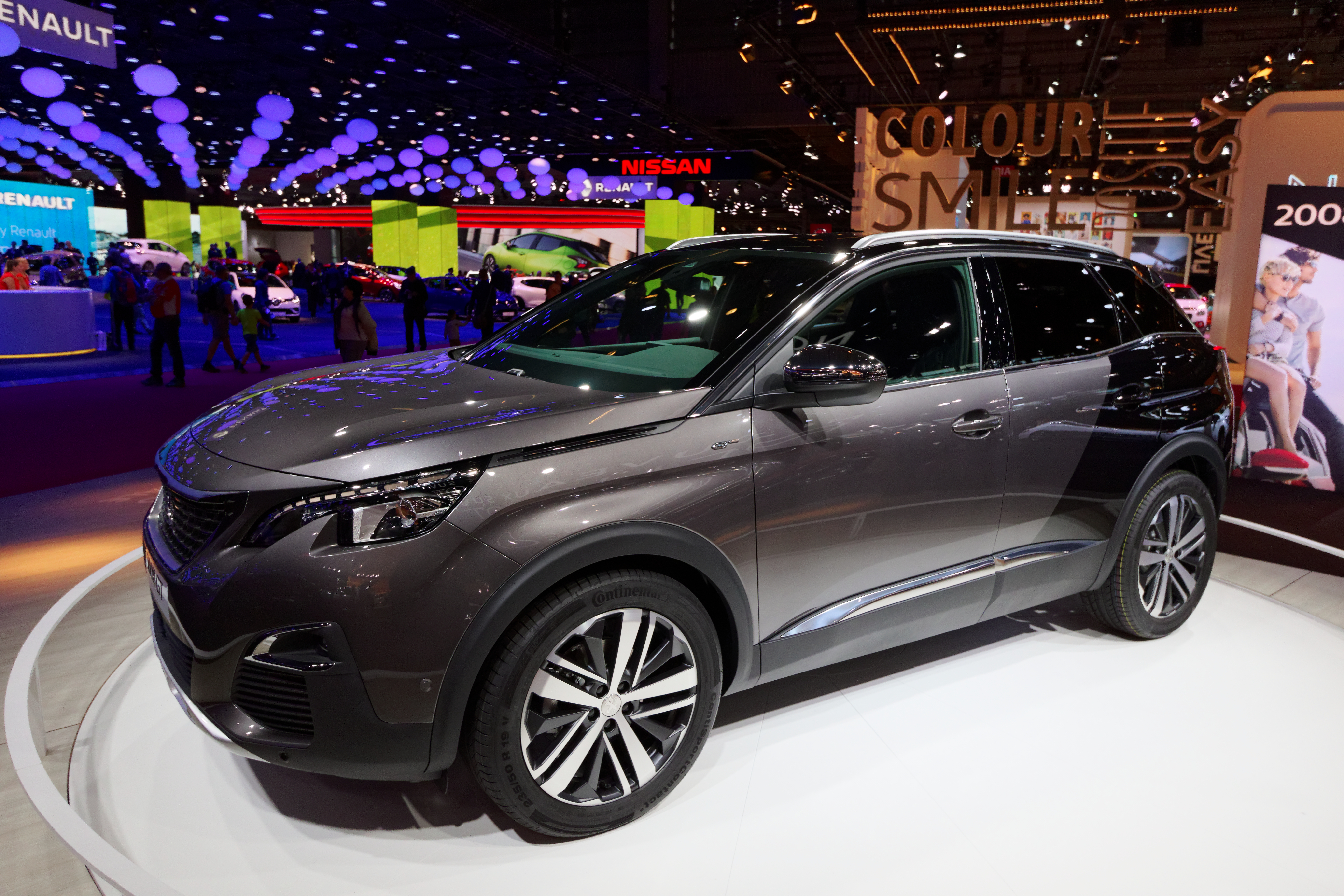
Peugeot 3008 II
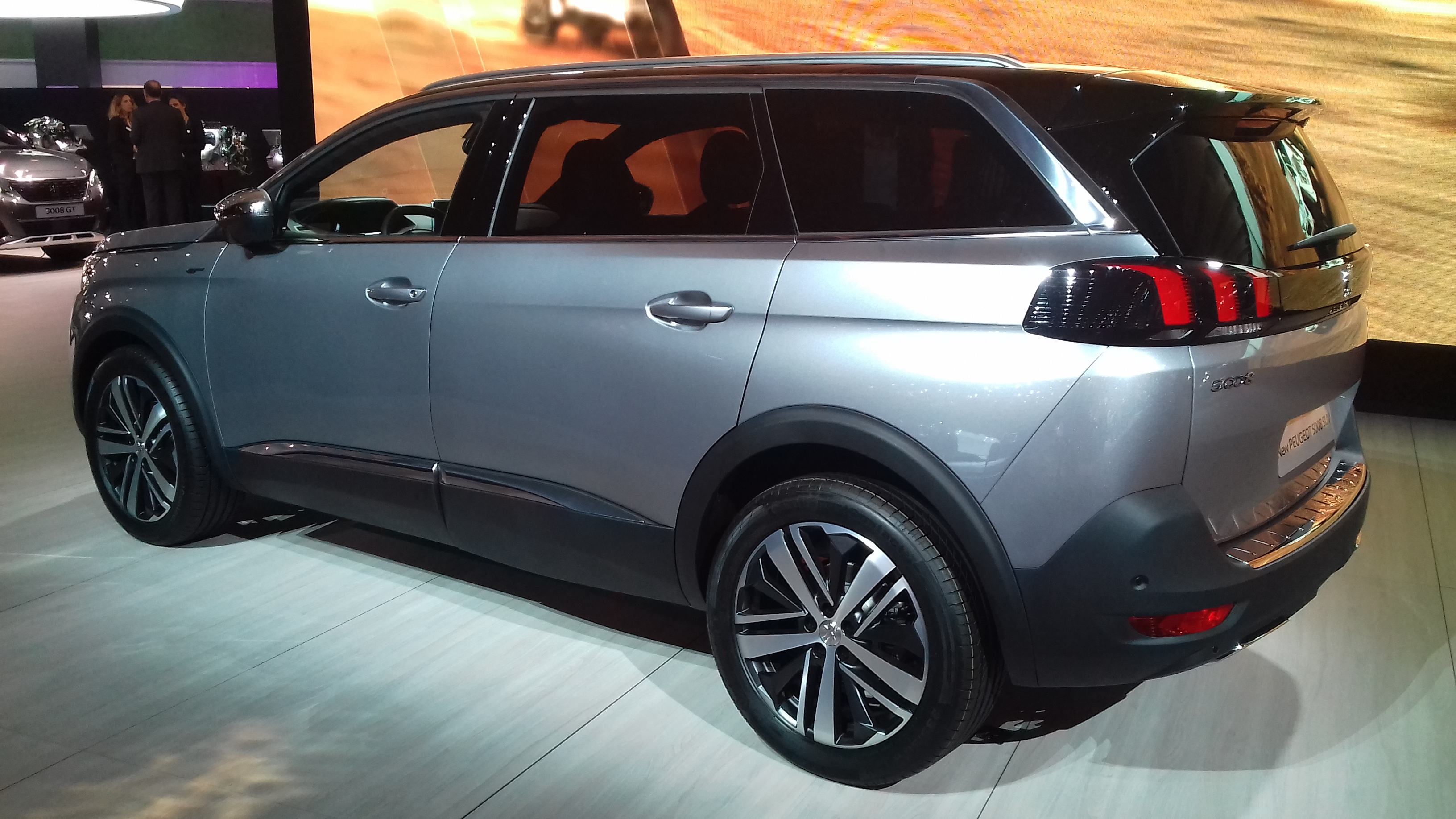
Peugeot 5008 II
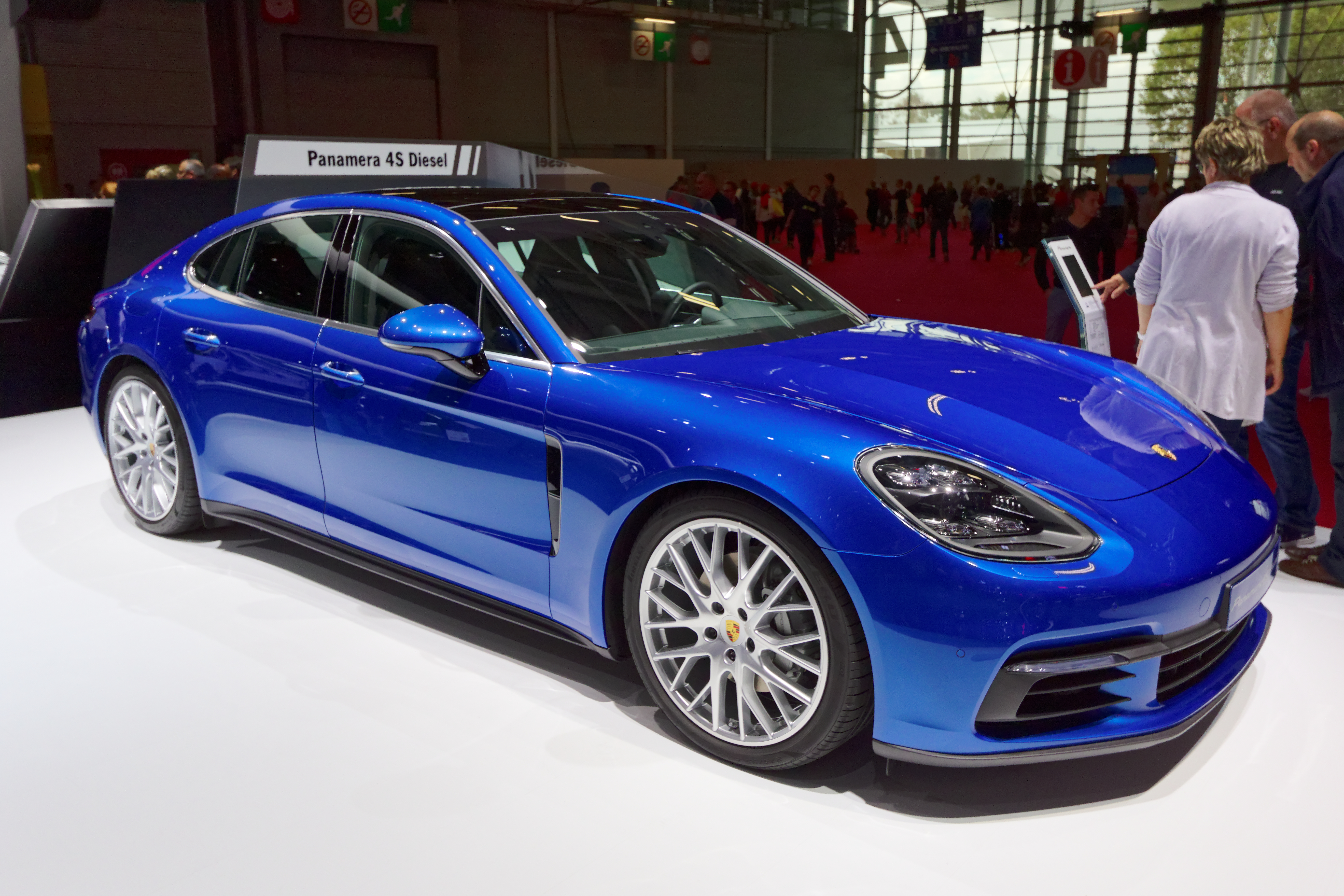
Porsche Panamera II
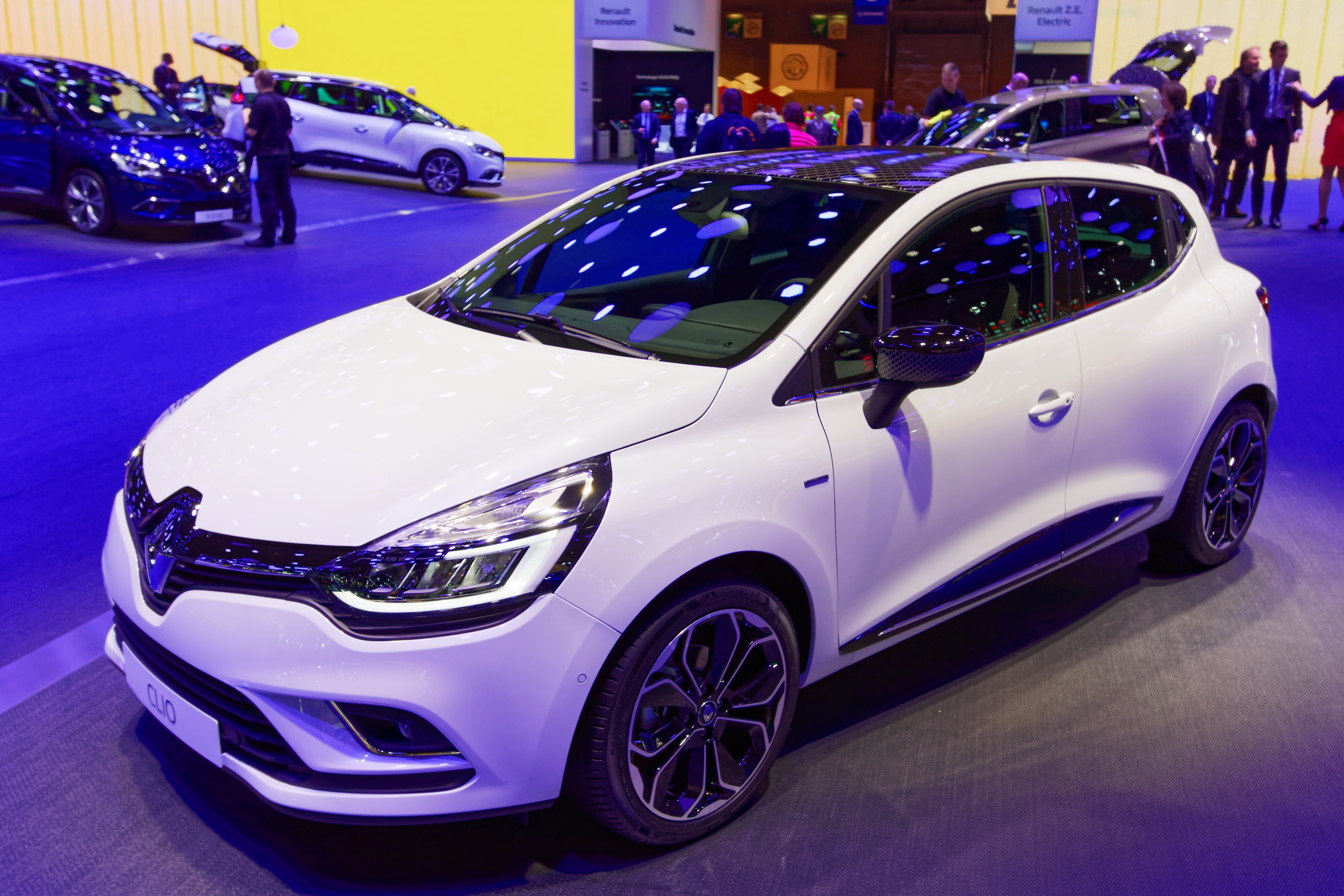
Renault Clio IV restylée
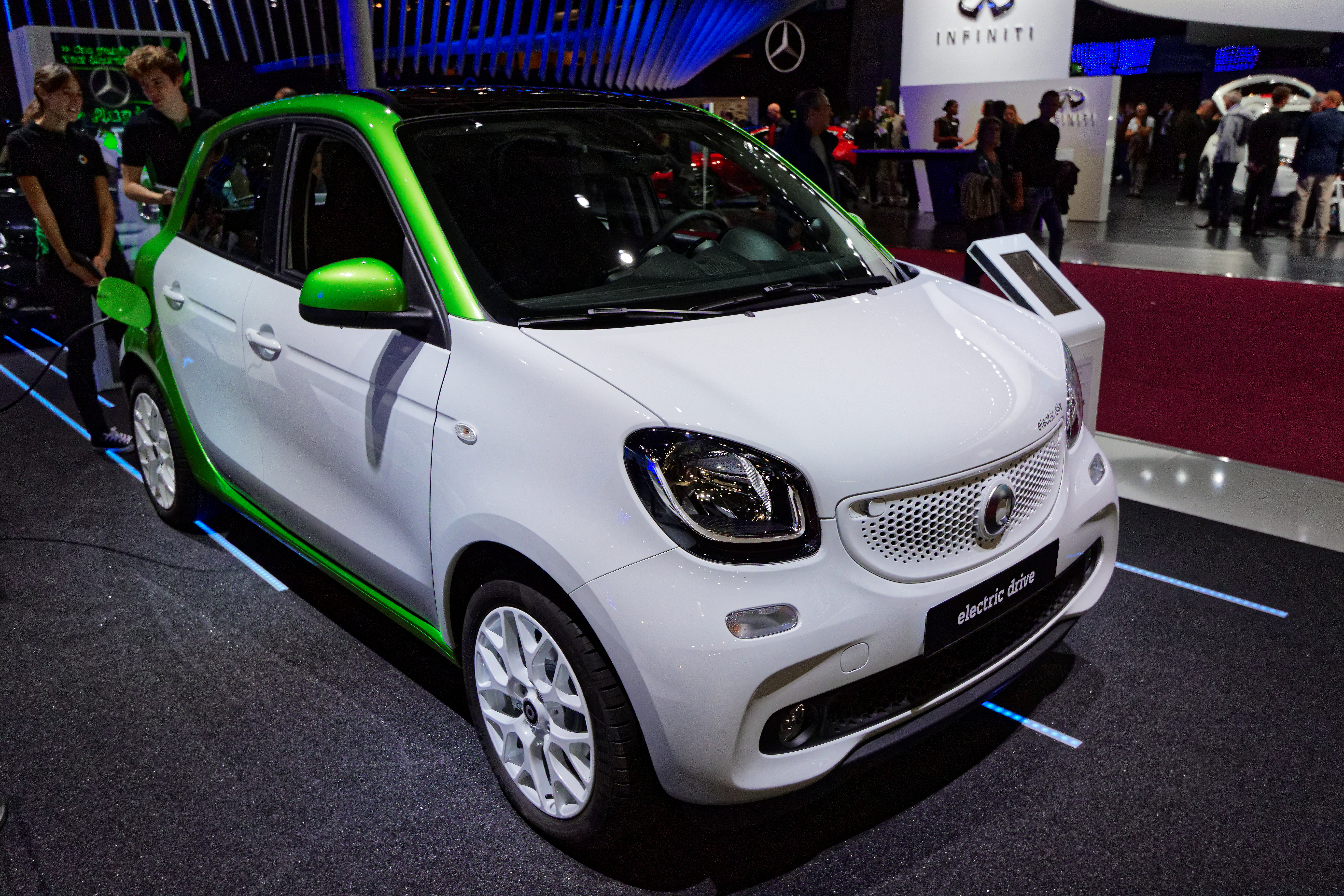
Smart Forfour II Electric Drive

### Premières européennes
- Kia Soul II restylée
- Kia Carens III restylée
- Renault Koleos II
- Suzuki Ignis II
- Toyota Prius IV Rechargeable

Nouveautés en première européenne
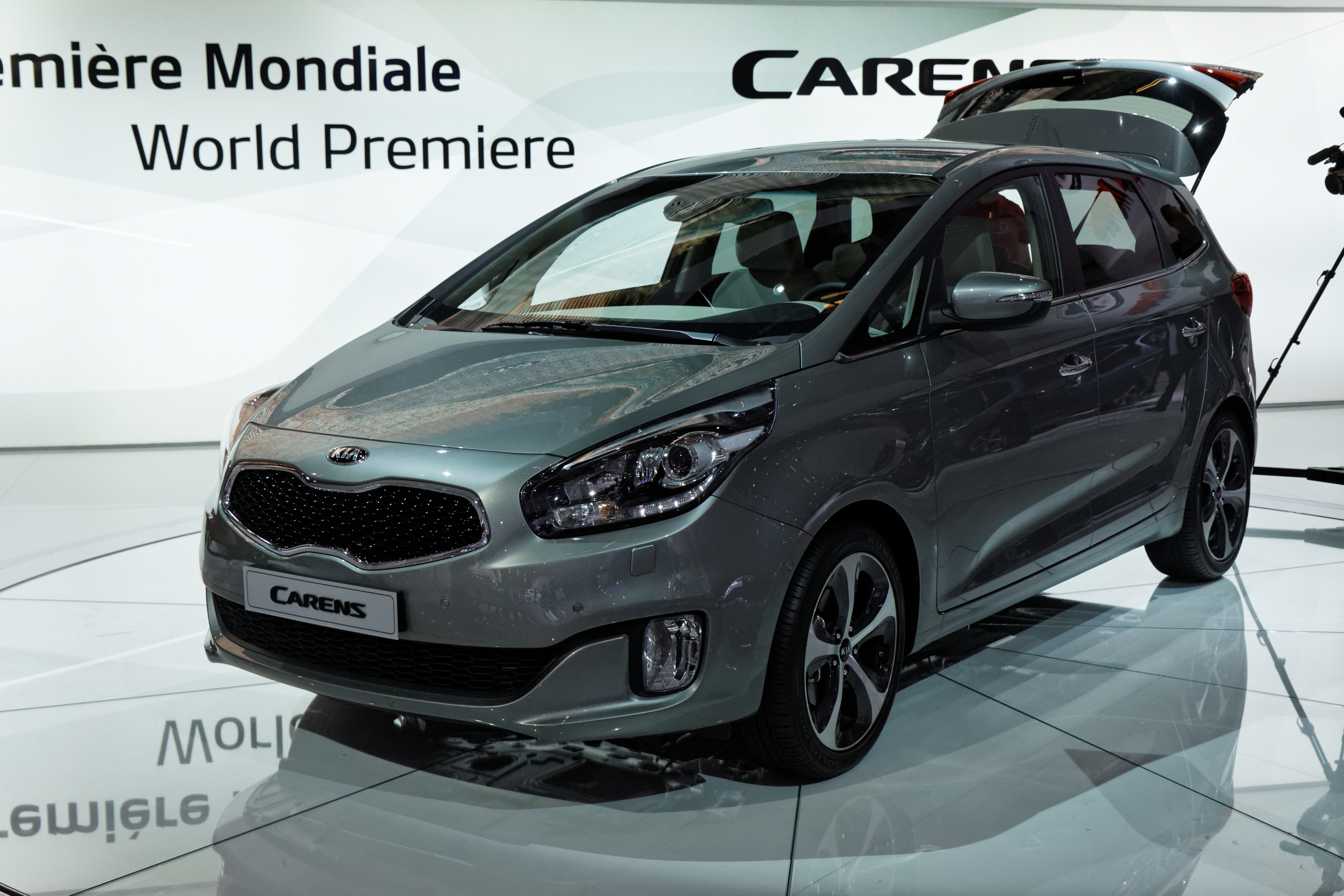
Kia Carens III phase 2
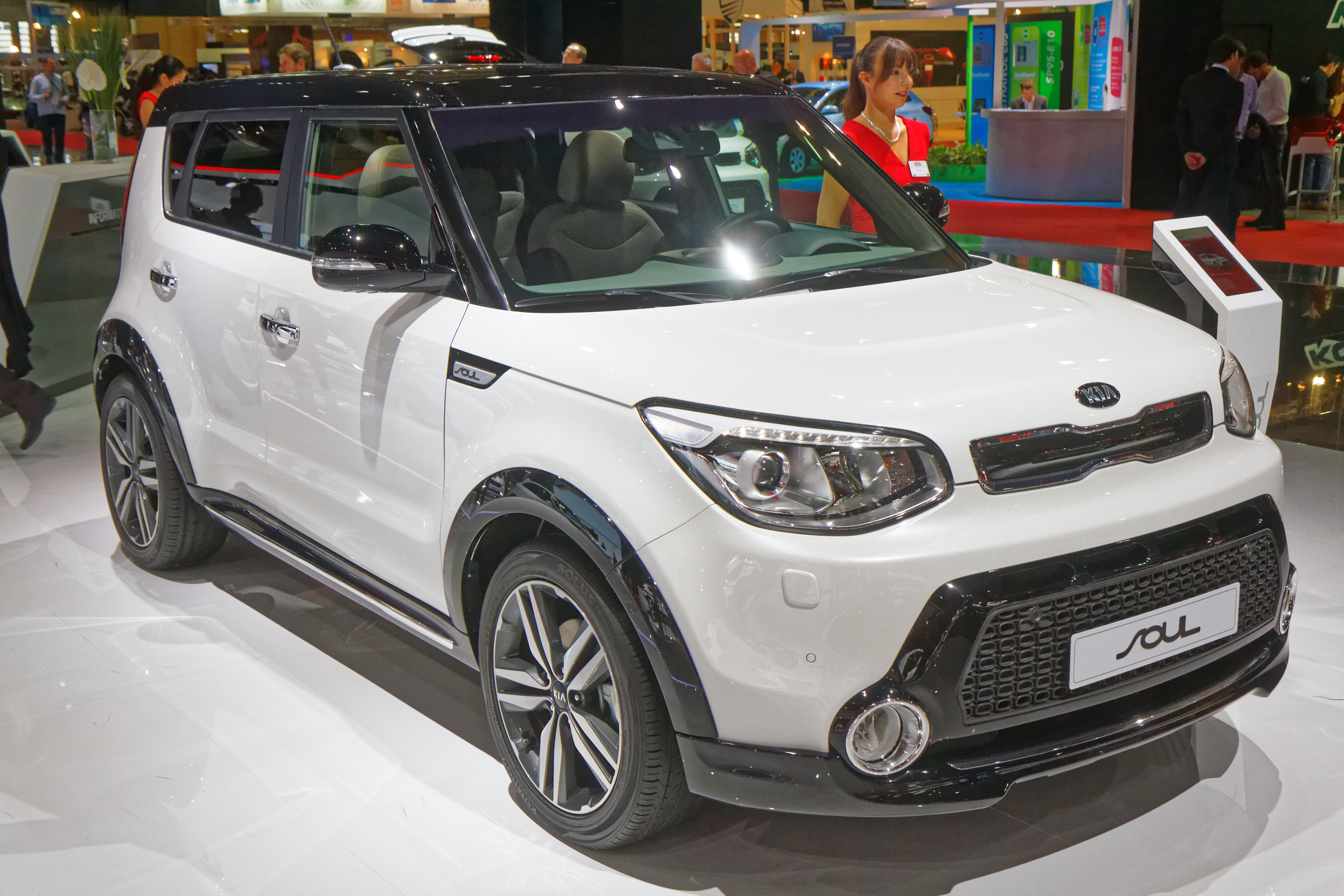
Kia Soul II phase 2
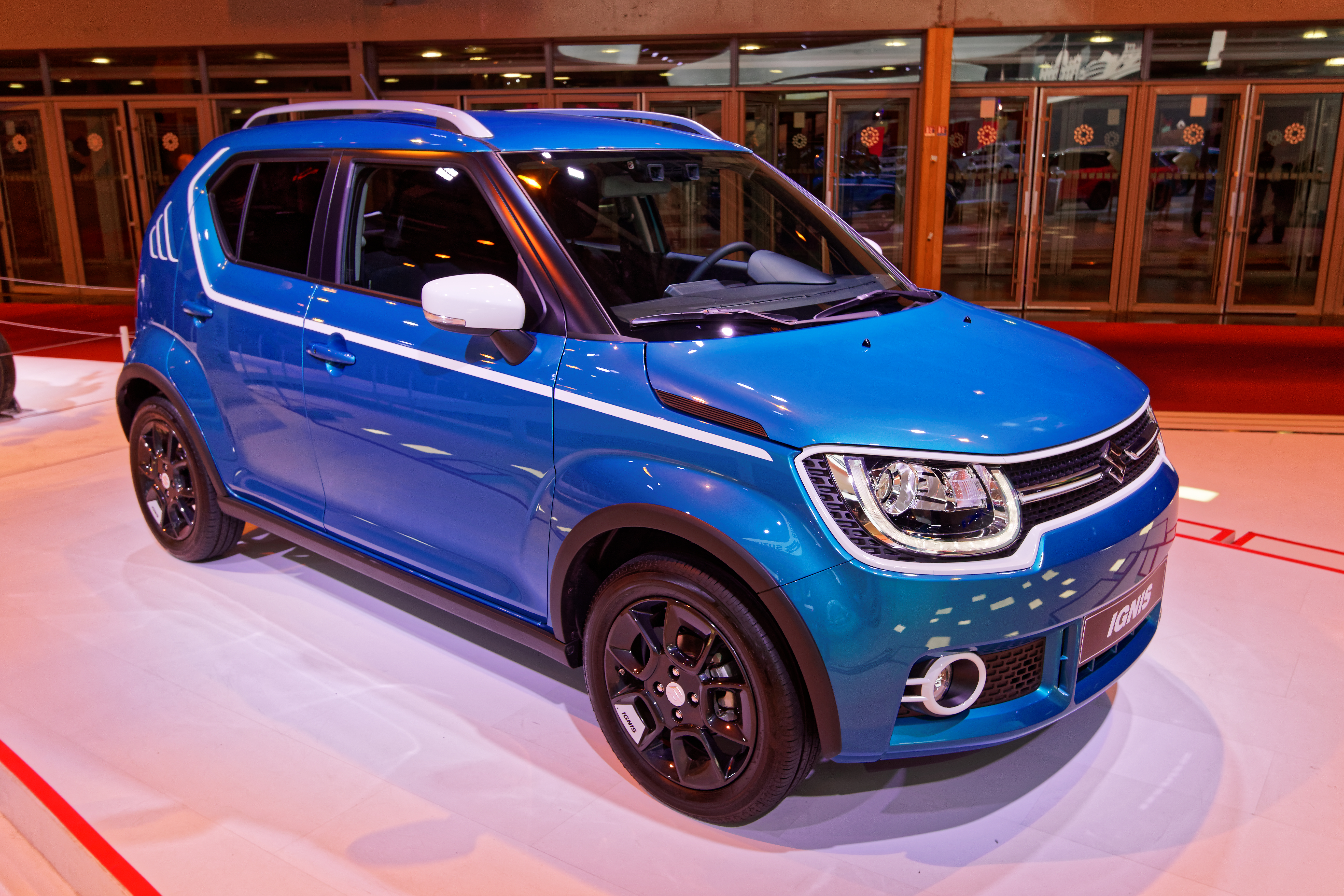
Suzuki Ignis II
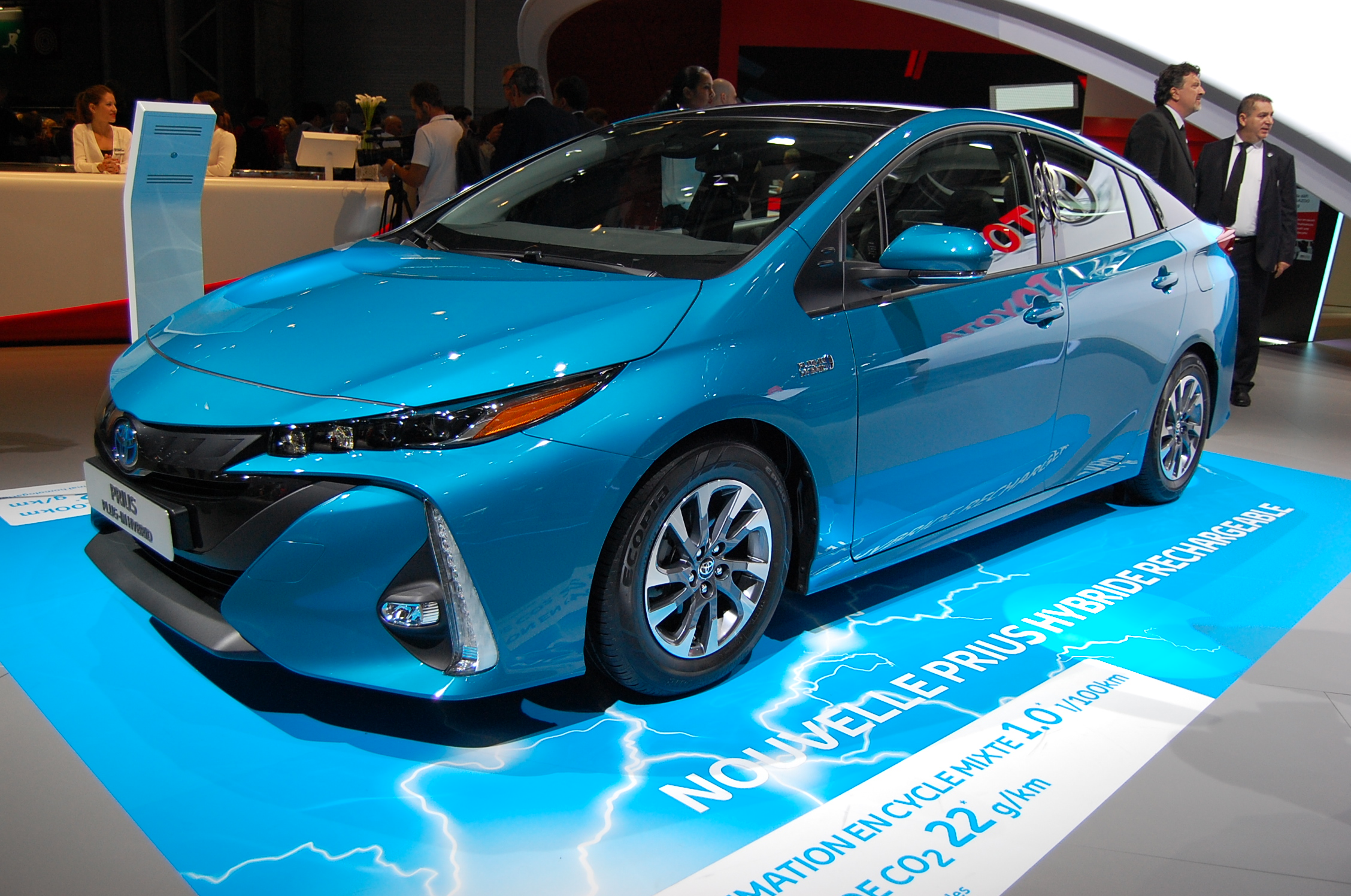
Toyota Prius IV Rechargeable

## Artisans

### Premières mondiales
- Boom E-Cruiser
- Boom Mustang 2,0L Turbo 250cv
- Booxt Scorpik 1600 Grand Raid
- Booxt Scorpik 1600 Commando
- Booxt Scorpik 1600 Aventure 4 places
- Burby's Jumboke 4x4
- Burby's Moke 4x4
- Burby's e-Moke 4x4
- Dangel SpaceTourer 4x4
- Microcar MGo et Dué
- Ligier JS 50 2017
- Noun’ Electric NoSmoke

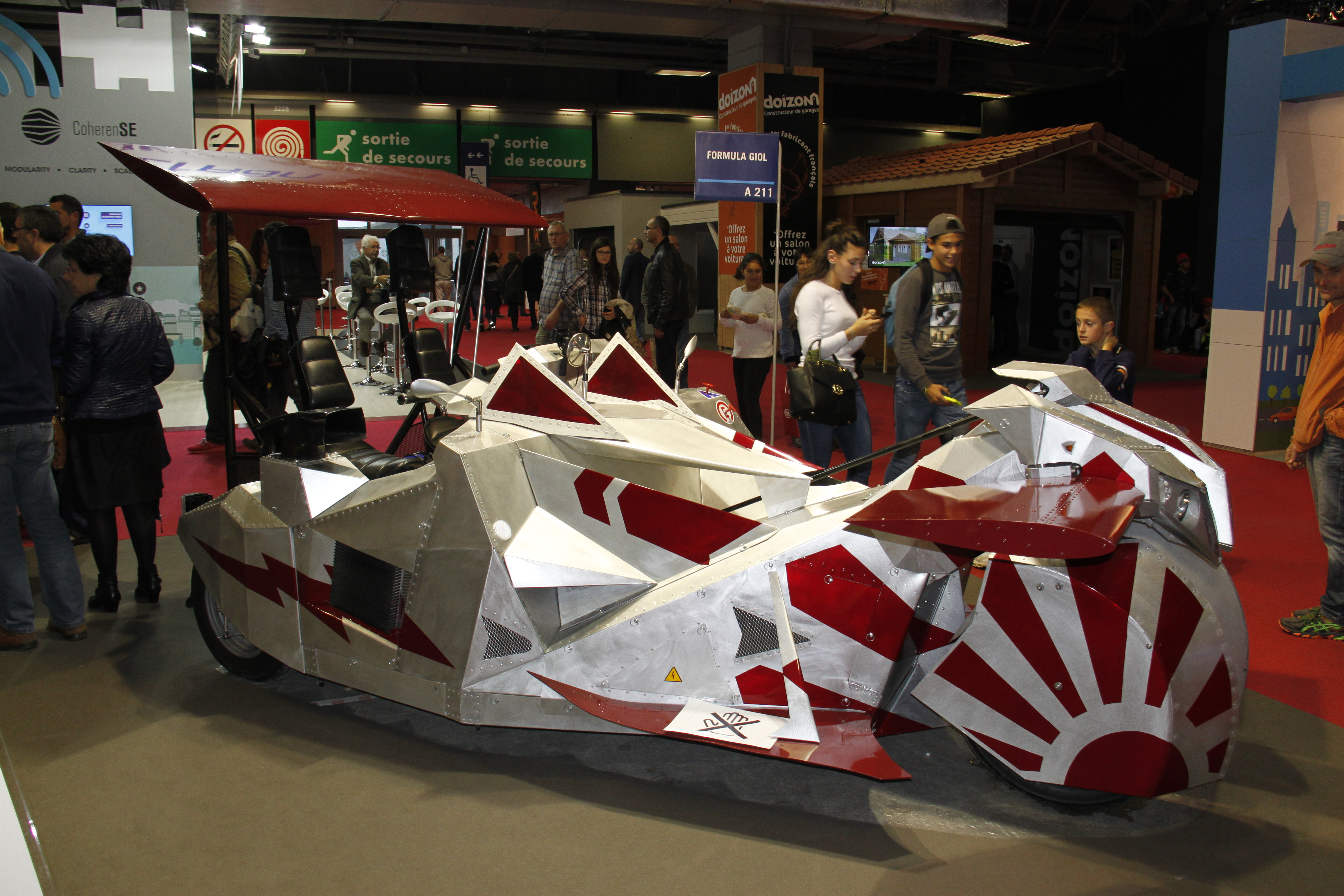
Formula Giol EV

## Concept cars

### Premières mondiales
- Traveller 4x4 Concept
- Microcar Flex Highland X Concept
- Mitsubishi GT-PHEV Concept[7]

Concept-cars en première mondiale
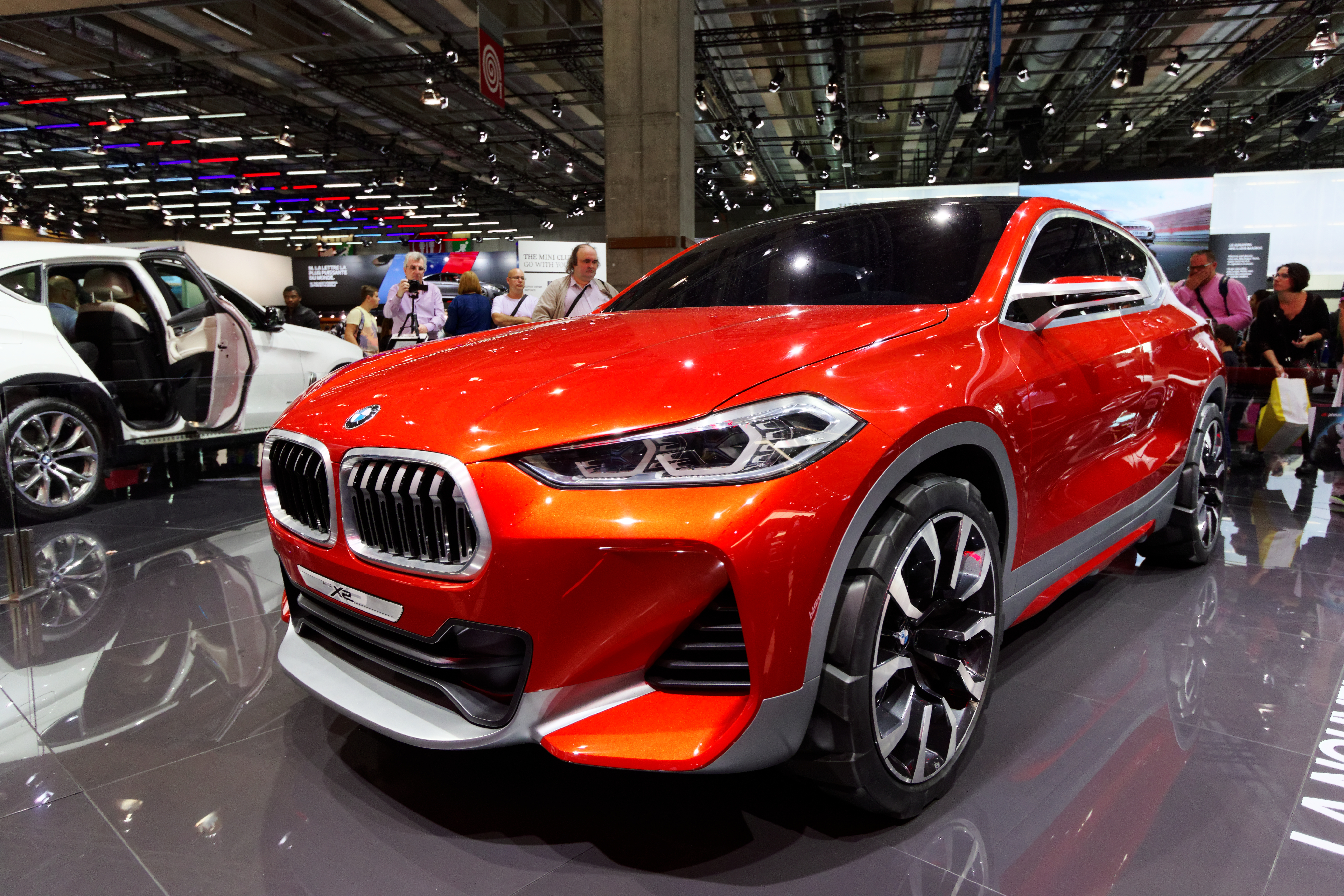
BMW X2 Concept
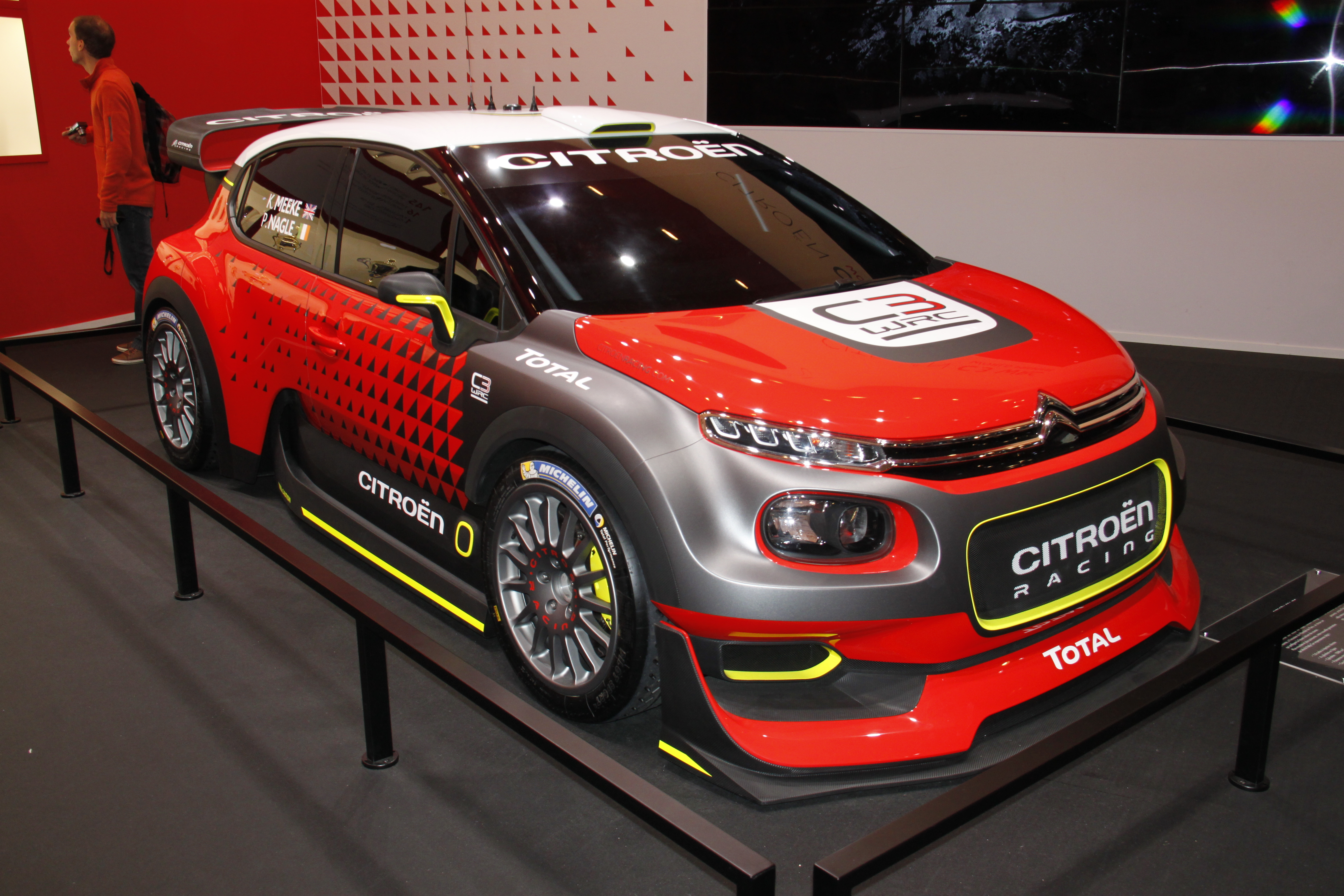
Citroën C3 WRC Concept
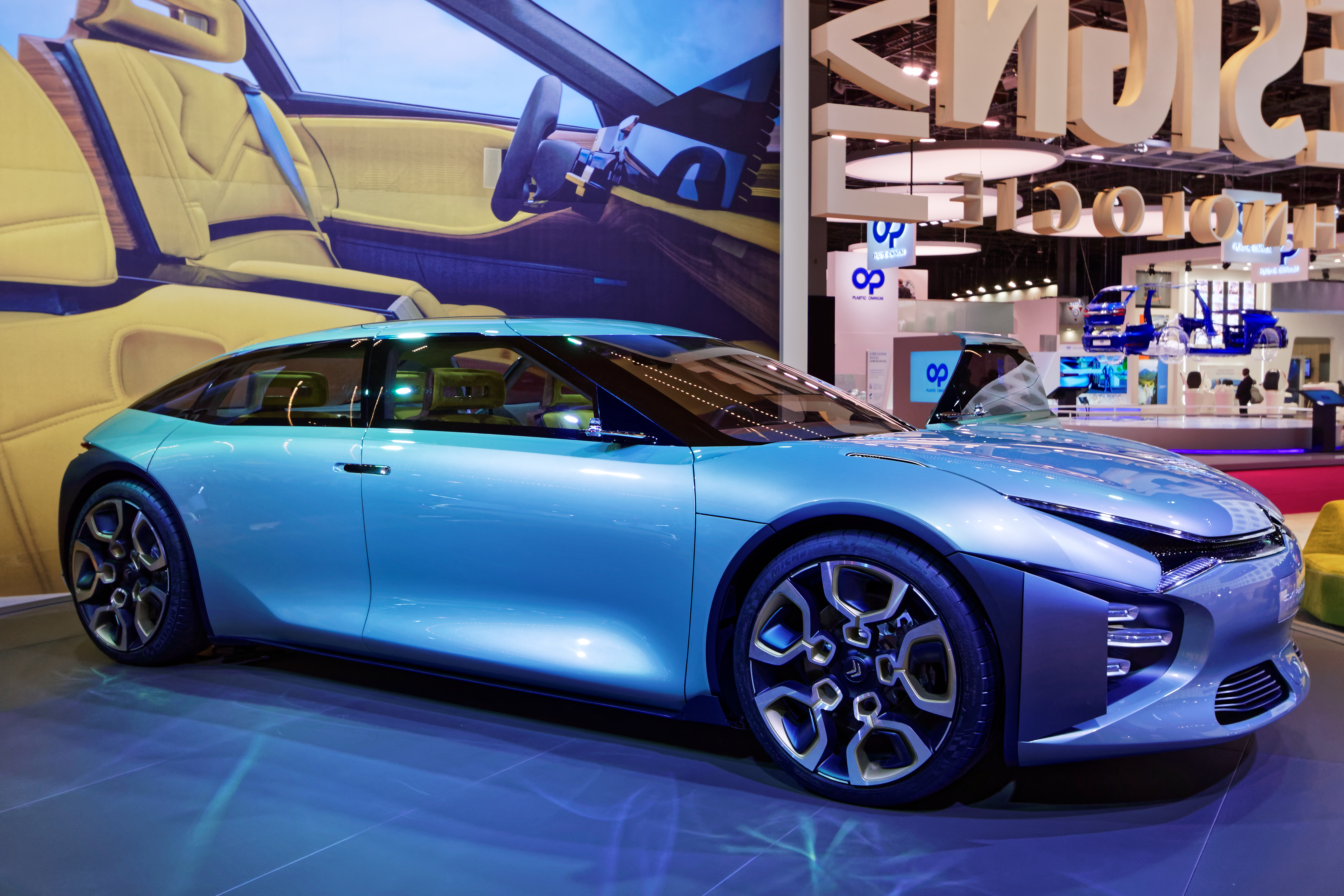
CXperience
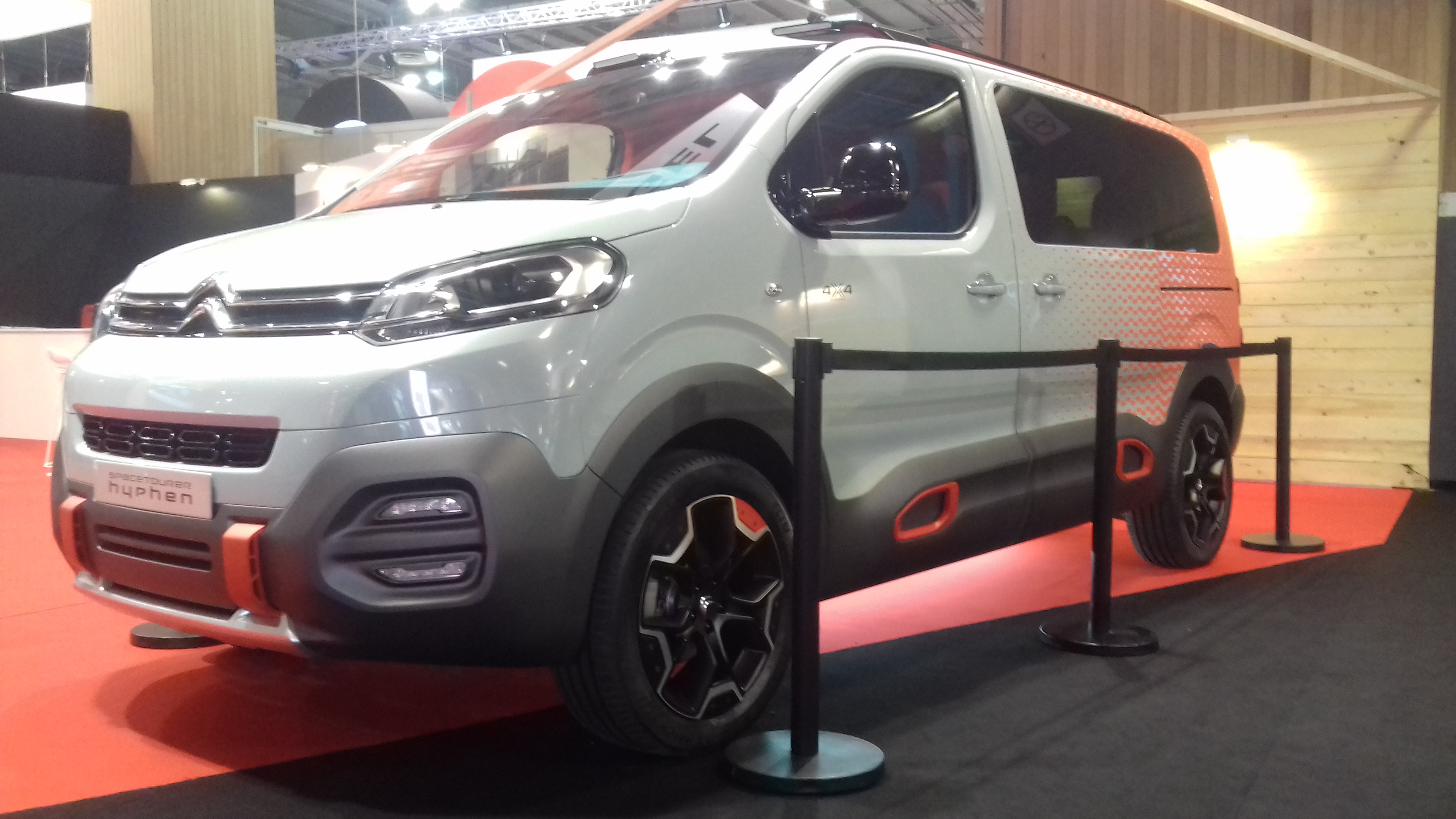
SpaceTourer Hyphen 4x4 Concept
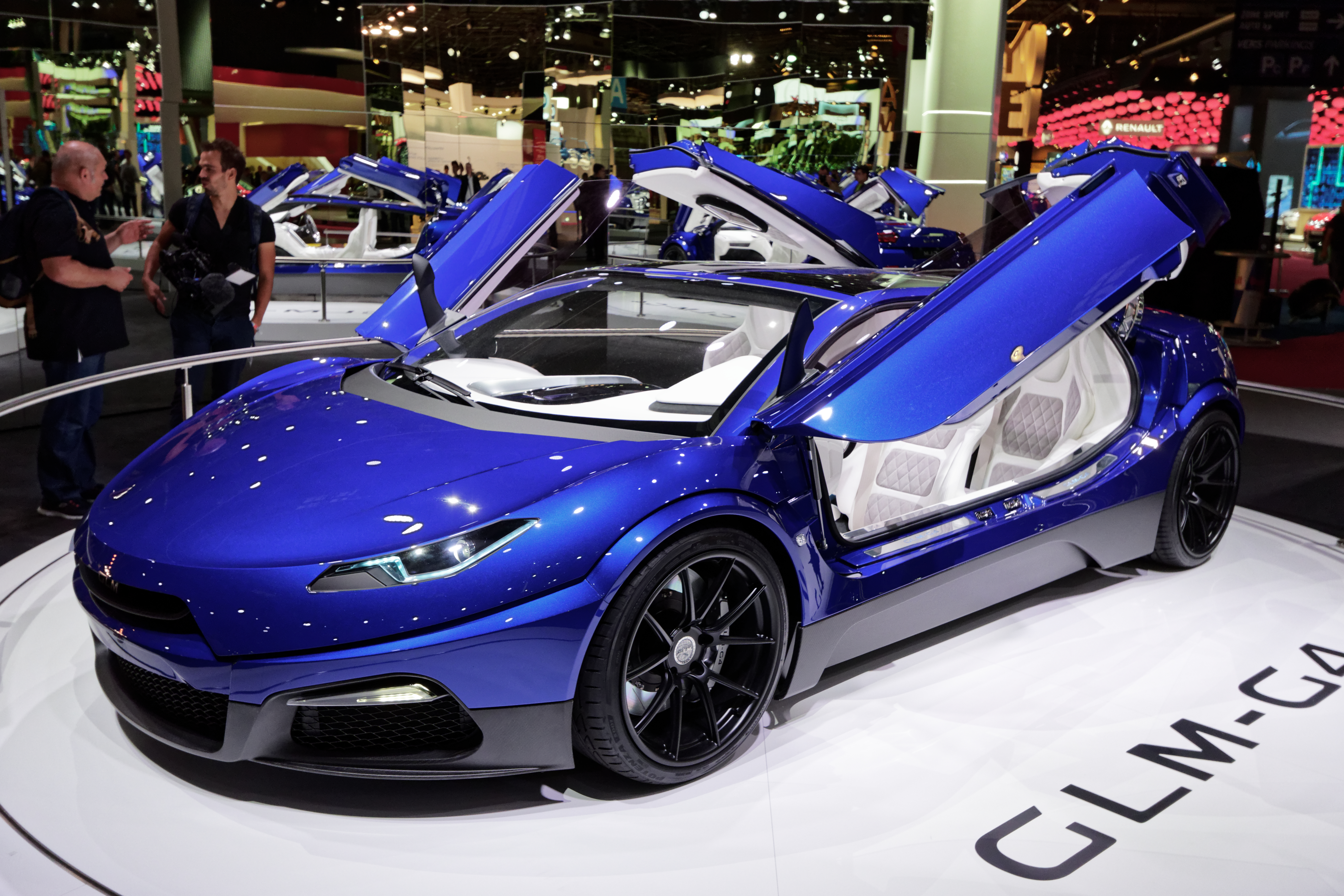
GLM G4 EV
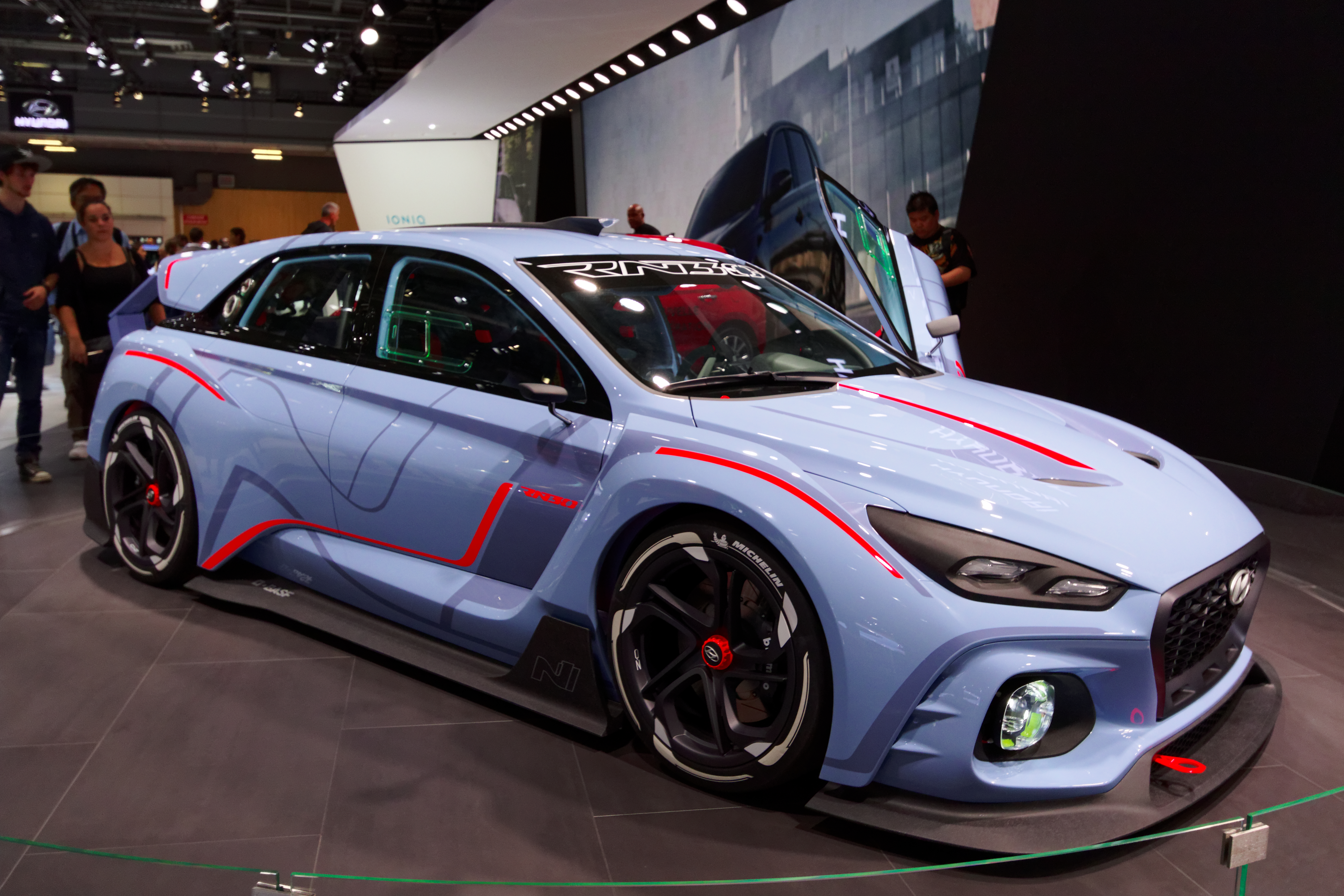
Hyundai i30 N Concept
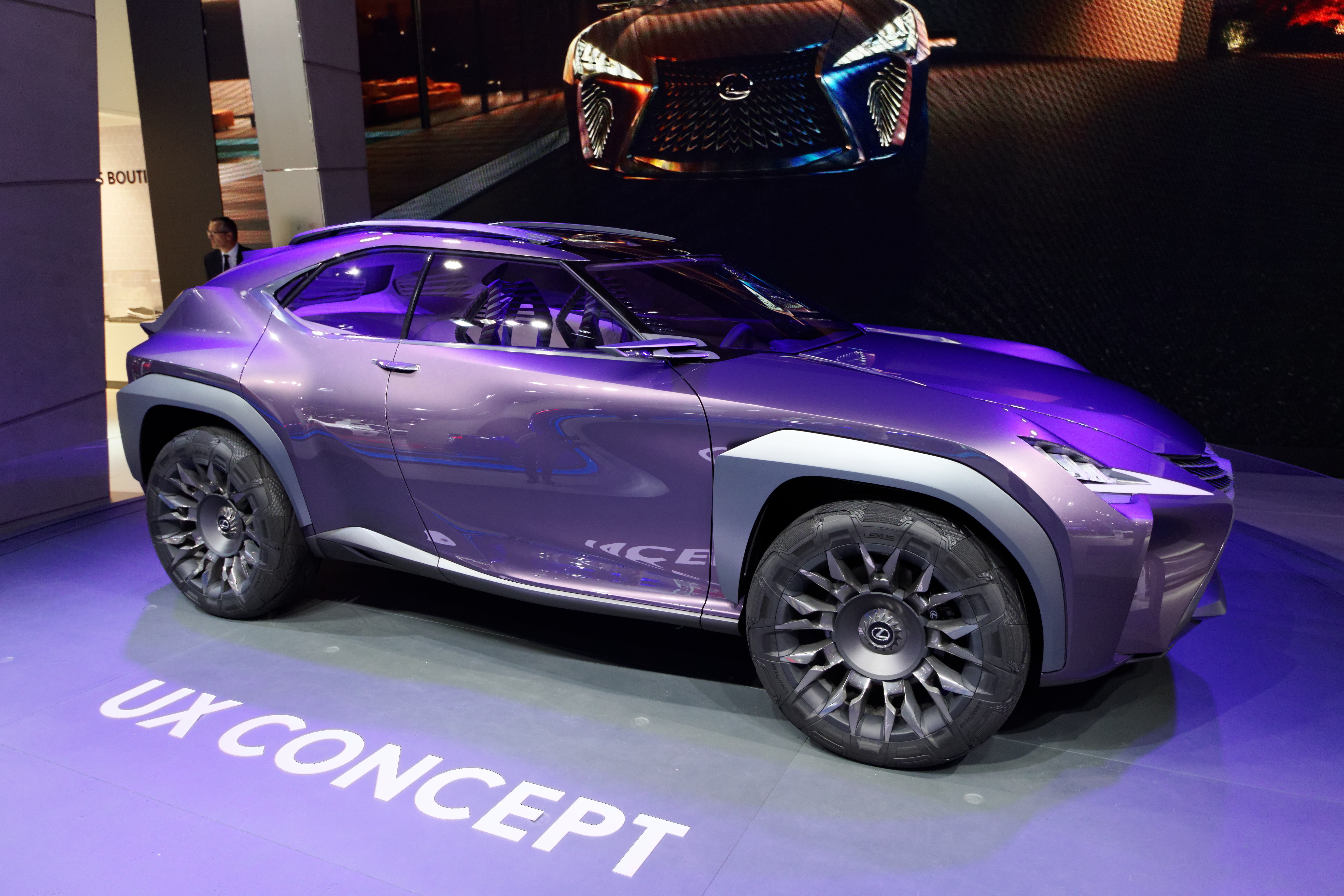
Lexus UX Concept
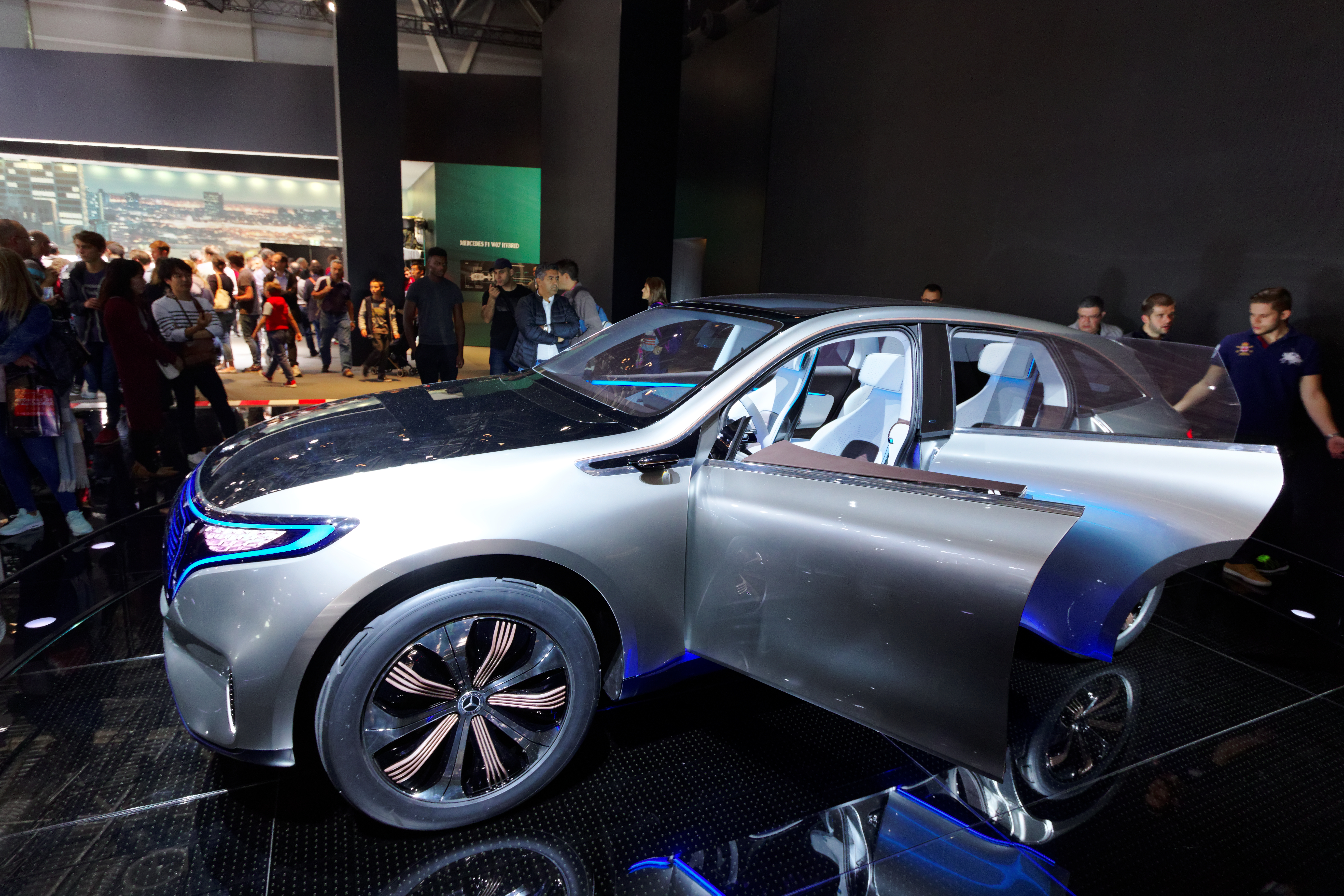
Mercedes-Benz Generation EQ
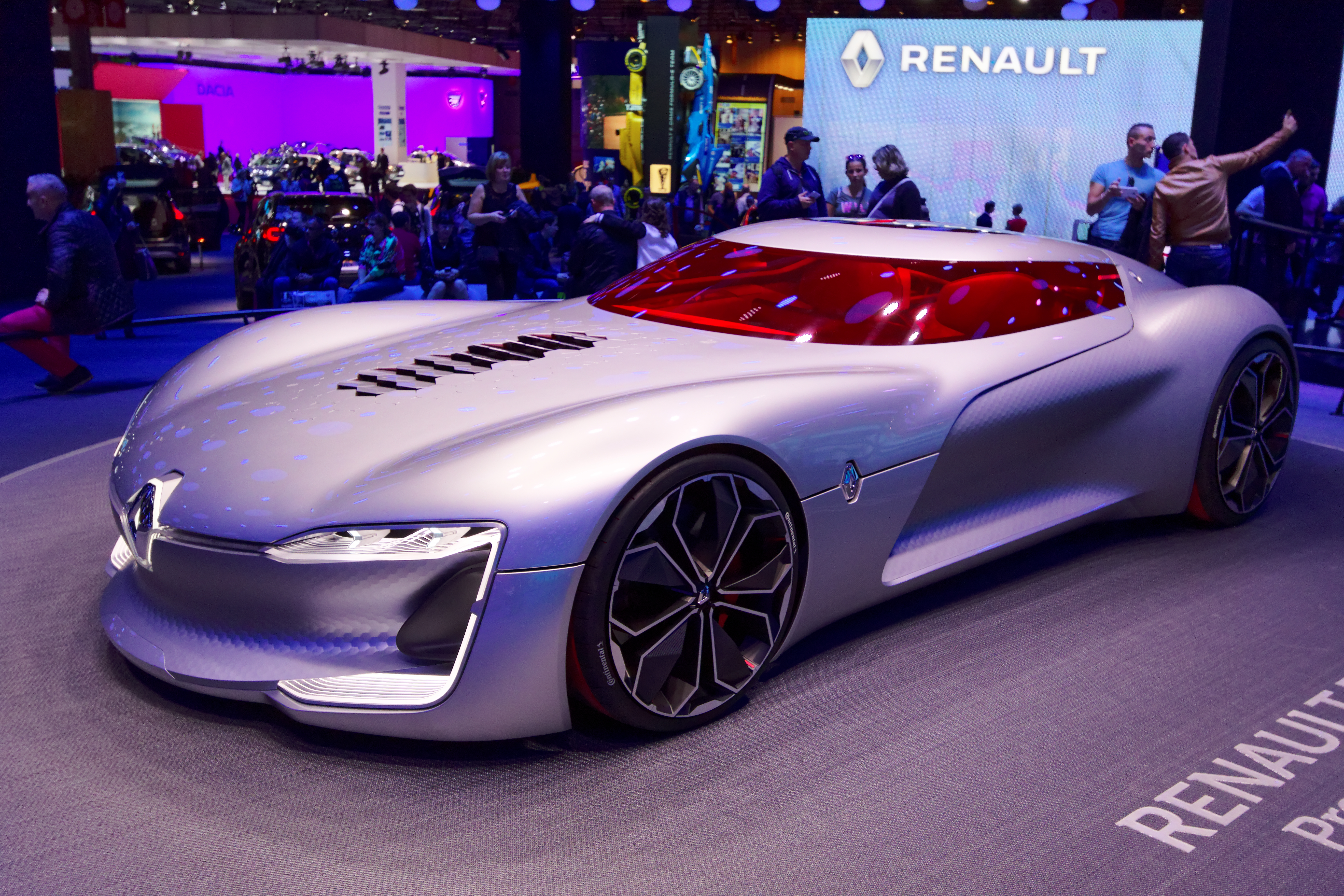
Renault TreZor
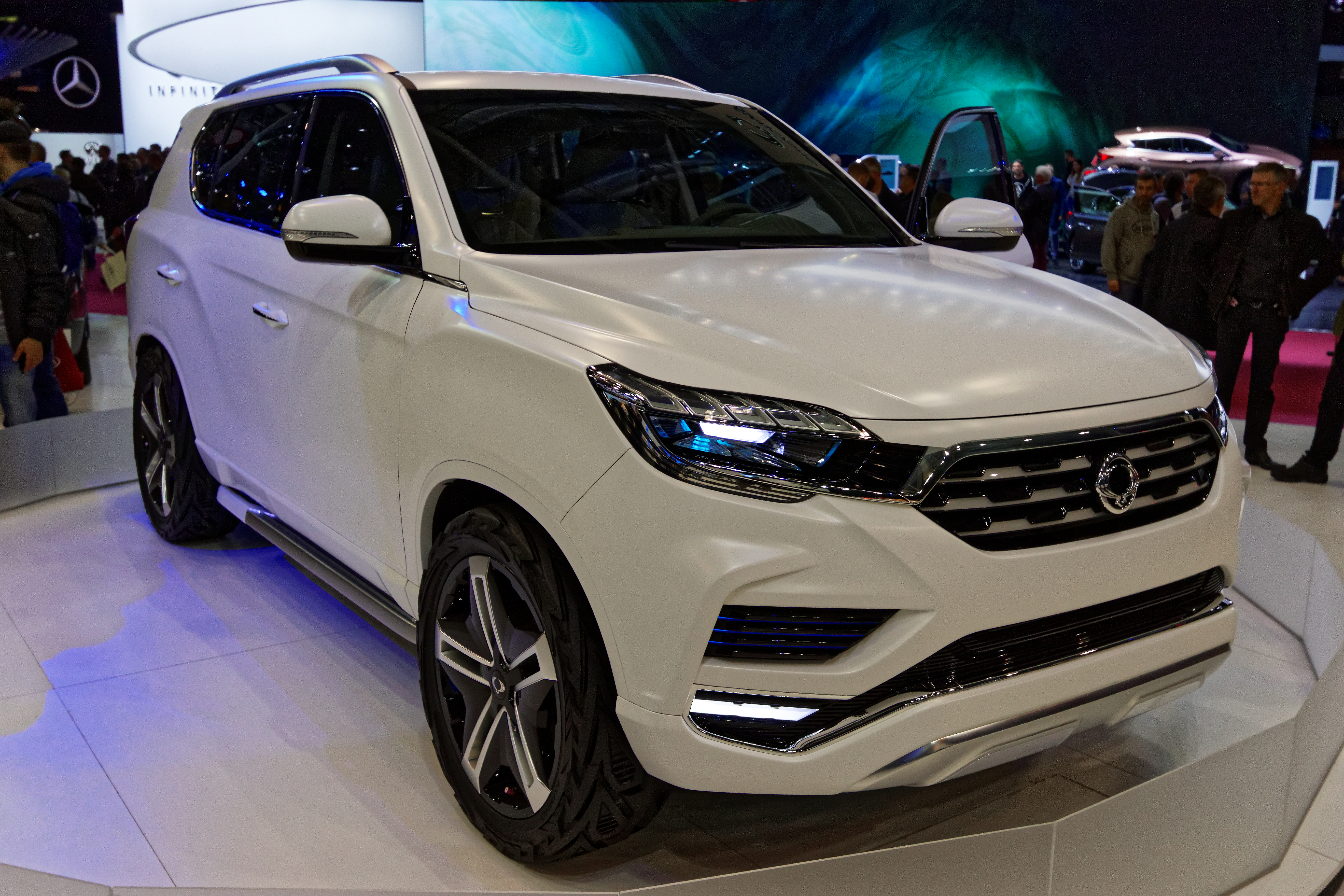
Ssangyong LIV-2 Concept
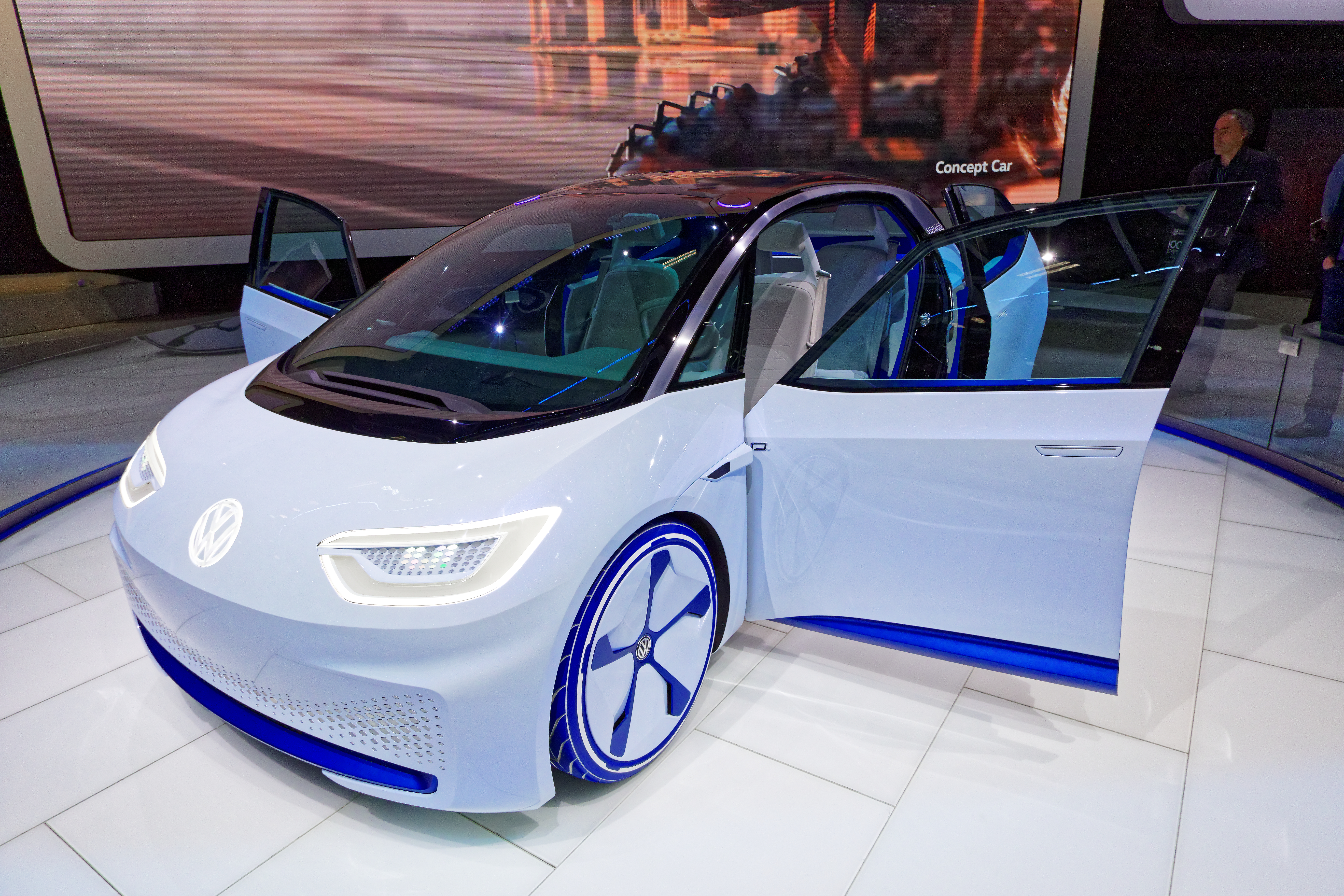
Volkswagen I.D. Concept

### Premières européennes

Concept-cars en première européenne
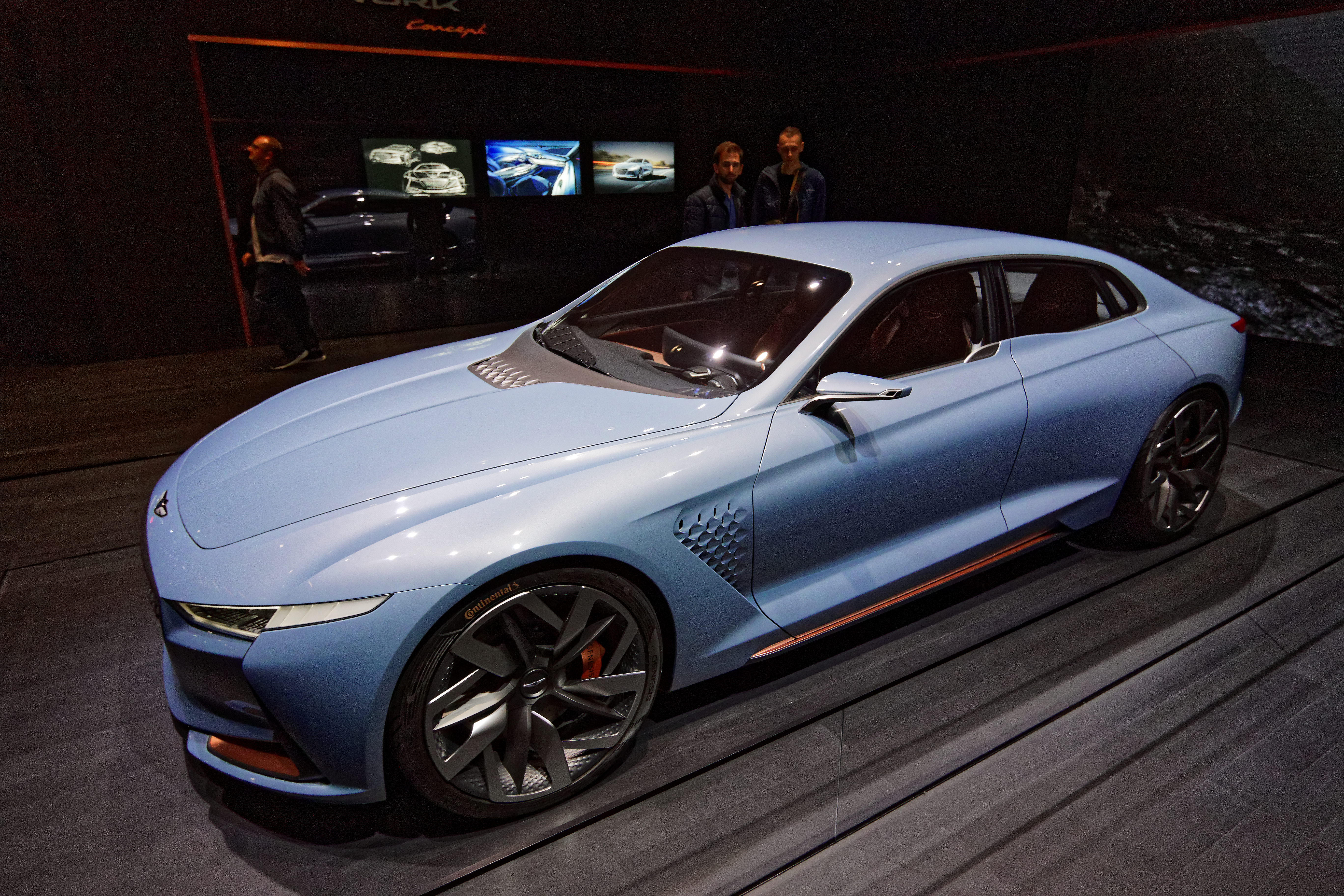
Hyundai Genesis New York Concept
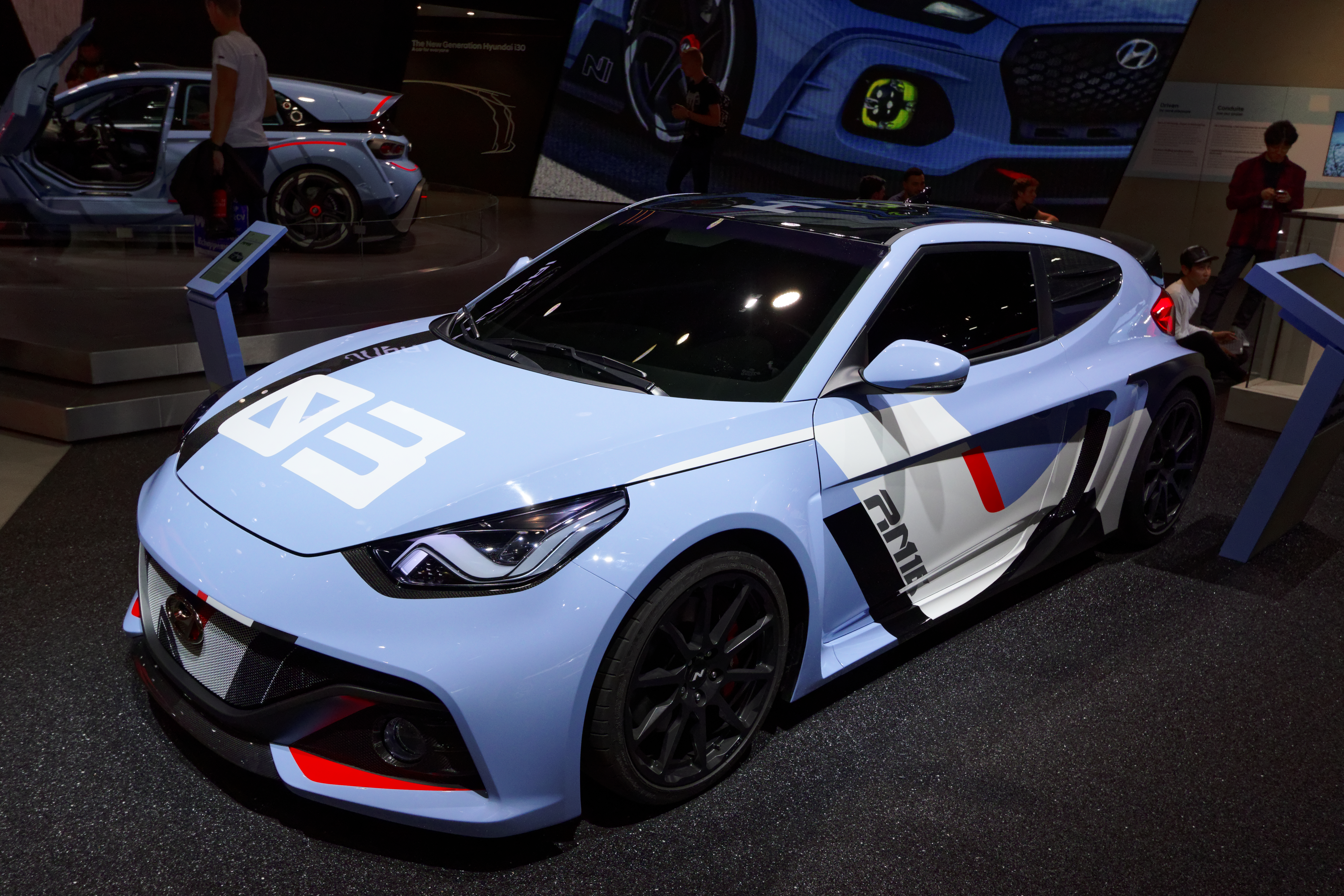
Hyundai RM16 Concept
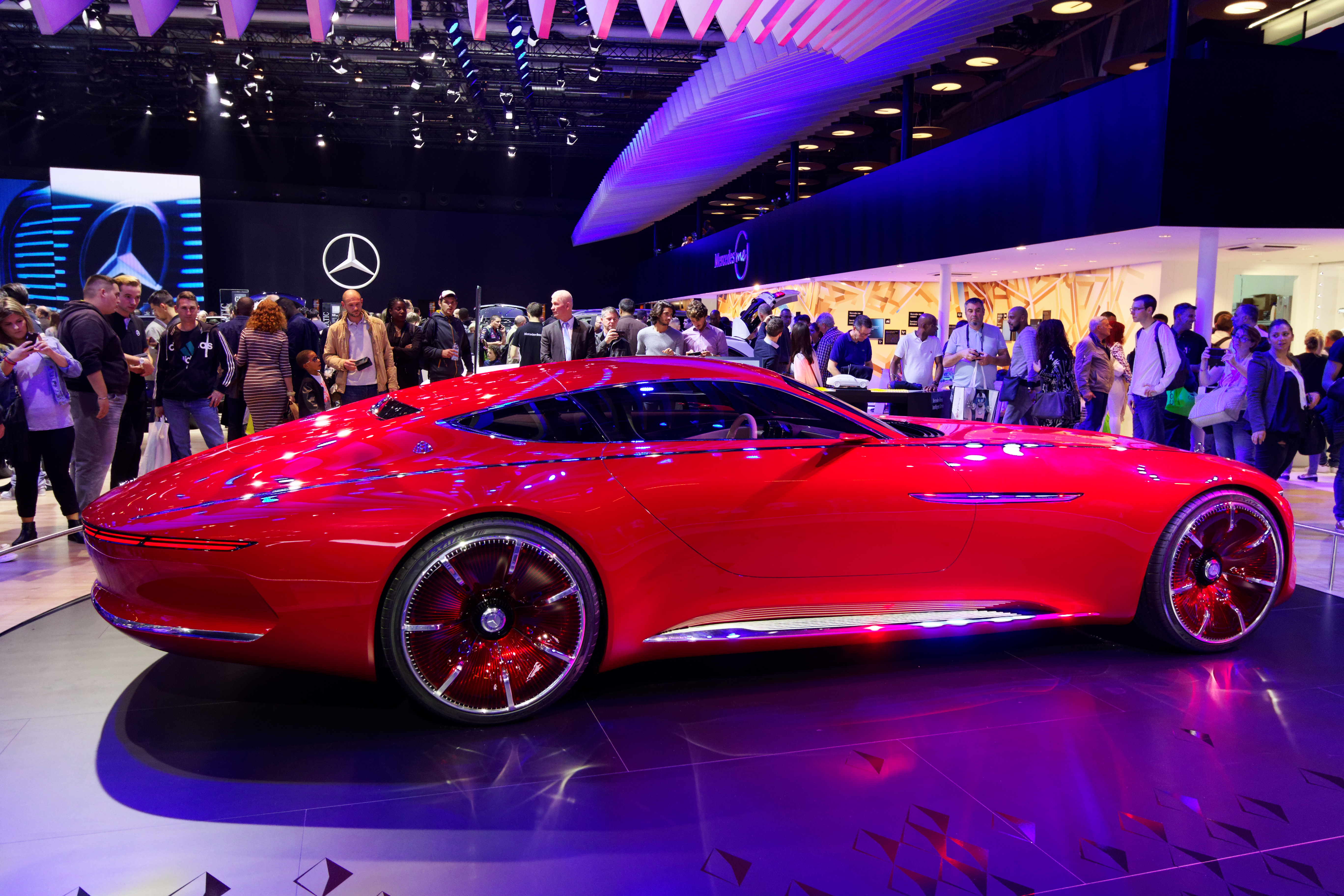
Mercedes-Maybach Vision 6
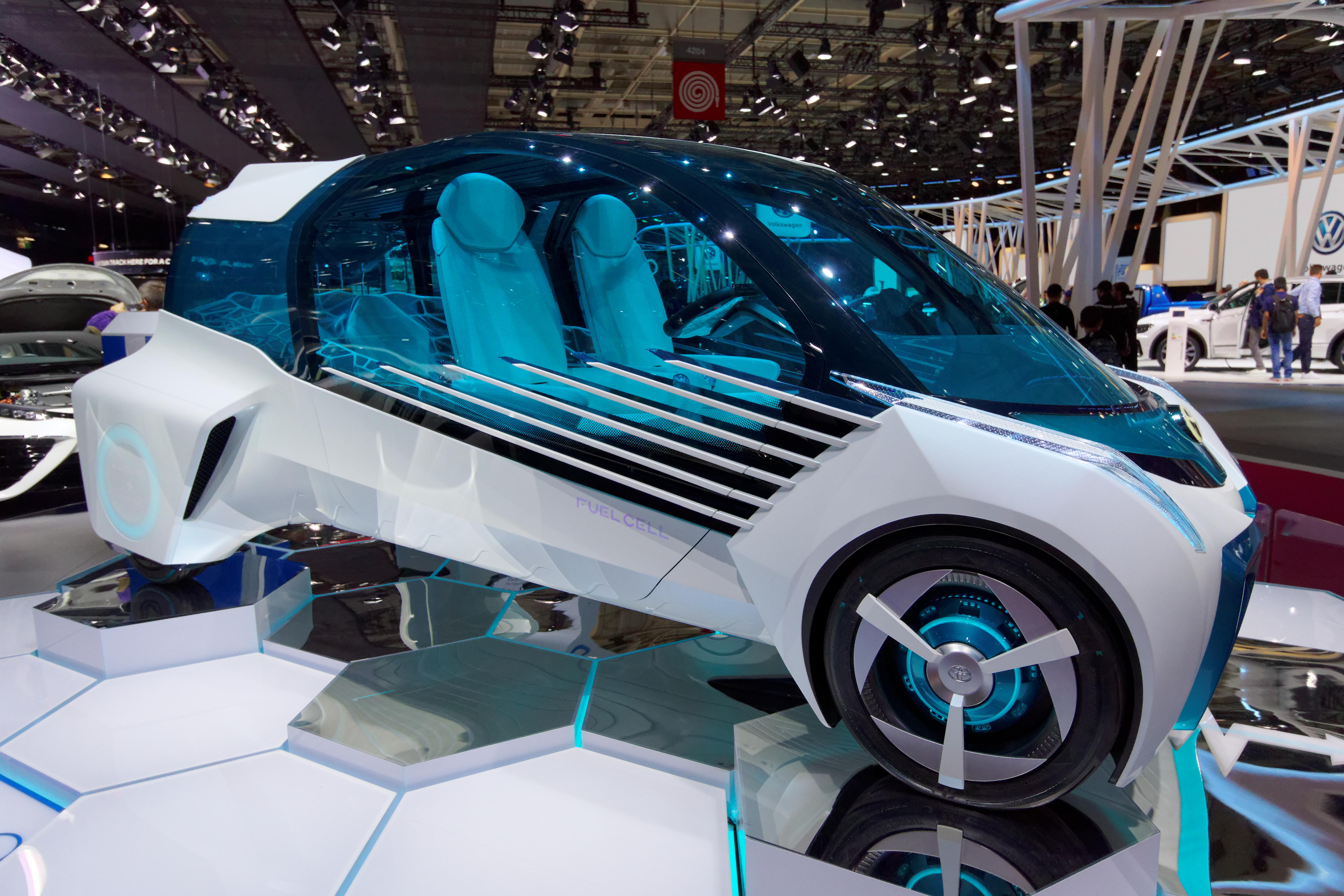
Toyota FCV Plus Concept